# Schwäbisch Hall
Pour les articles homonymes, voir Hall.
Schwäbisch Hall est une ville du land de Bade-Wurtemberg en Allemagne. Elle est la préfecture et la plus grande ville de l'arrondissement de Schwäbisch Hall (188 694 habitants au 31 décembre 2009), qui fait partie de la région Heilbronn-Franconie. L'arrondissement actuel est issu du regroupement des anciens arrondissements Crailsheim, Gaildorf, Gerabronn et Schwäbisch Hall entré en vigueur depuis le 1er janvier 1973. Il est situé au sud de la plaine de Hohenlohe et à l'est ou nord-est des monts de Souabe et Franconie, petit massif du Keuper dont une partie appartient à l'arrondissement de Schwäbisch Hall jusqu'à la commune de Mainhardt. L'arrondissement de Schwäbisch Hall fait partie des régions à faible densité de population en Allemagne,.
Hall, Hal ou Halle, probablement d'origine celtique, est un élément de nombreux toponymes germaniques indiquant l'extraction du sel à partir de la saumure naturelle ou l'exploitation de mines de sel.
Des événements historiques issus de la désintégration du Saint-Empire romain germanique en 1806 ont conduit au rattachement de cette région franconienne, dite du sud-est, au royaume de Wurtemberg. Linguistiquement et culturellement néanmoins, les populations de Hall et du pays de Hohenlohe ne sont pas considérées comme des locuteurs souabes contrairement à ce que l'on pourrait penser avec le terme "Schwäbisch" (Souabe).
Ses habitants sont appelés les Haller en allemand et leur langue régionale est le Hällisch-Fränkisch, sous-groupe local du francique oriental, aire de Hohenlohe, servant de zone de transition dans le continuum dialectal entre le souabe et le franconien au sein de la famille de l'allemand supérieur. La Franconie historique a sa frontière au milieu du massif de la forêt de Souabe-Franconie avec le petit cours d'eau de la Rot, affluent du Kocher qui traverse la ville de Schwäbisch Hall.

## Géographie et géomorphologie

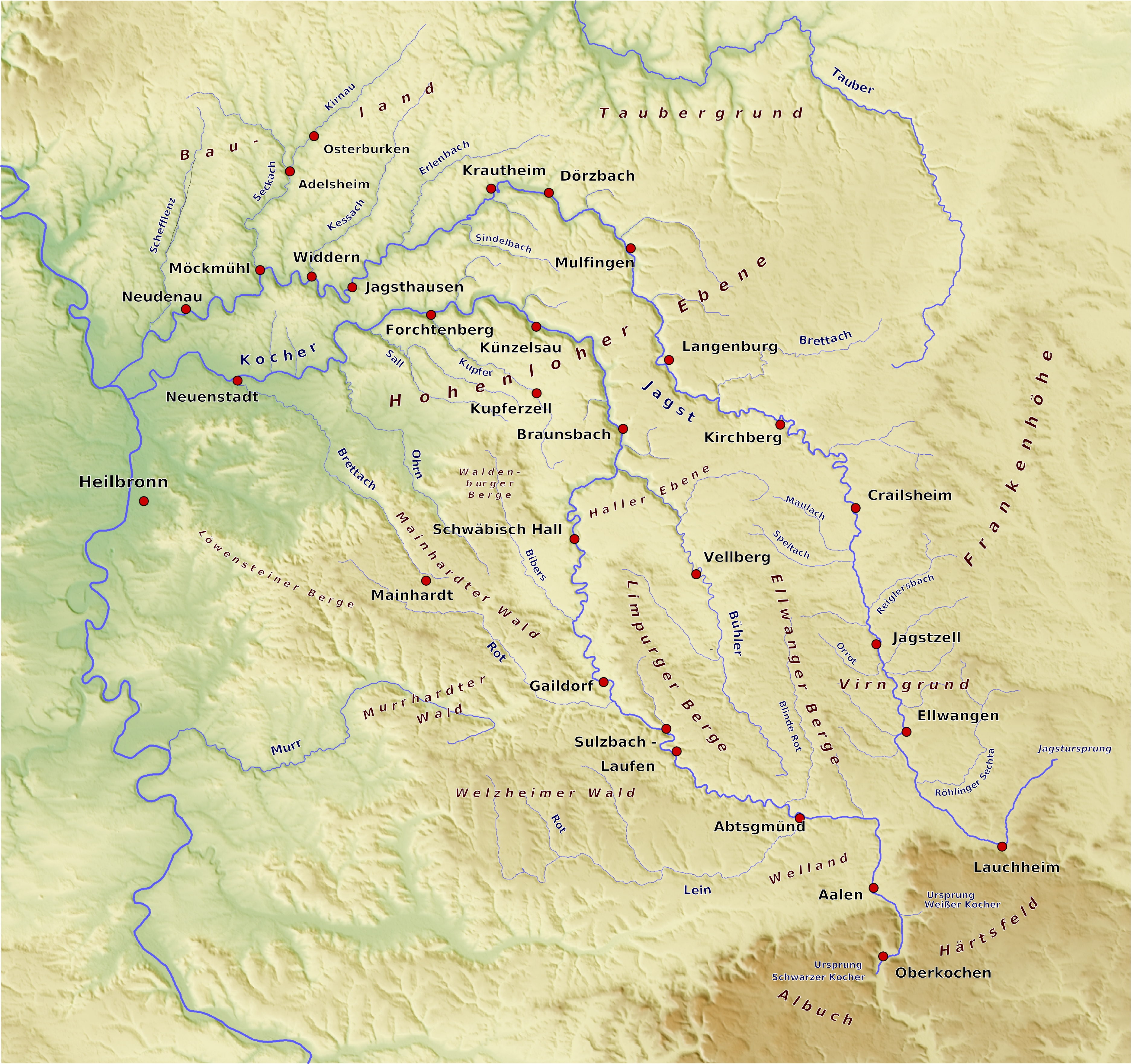
Plaine halloise et bassins du Kocher et de la Jagst.

L'ancien territoire de la ville impériale libre comportait  grosso modo trois paysages sur le plan géomorphologique.
Située au bord de la rivière Kocher, la ville se trouve uniquement dans les deux premiers : les vallées avec les rivières méandriformes, la plaine halloise et les petits massifs forestiers qui enserrent la plaine au sud-sud-est et  à l'ouest.
- Les vallées du Kocher, de la Bühler et de la Jagst traversent la Plaine halloise du nord au sud. D'un point de vue géomorphologique, les fonds de ces vallées sont du Trias moyen ou Muschelkalk moyen et supérieur dans un environnement majoritairement dominé par le Keuper inférieur[5]. La Bühler se jette dans le Kocher près de Bad Friedrichshall. La Jagst et le Kocher qui coulent quasiment parallèlement l'une à l'autre sont des affluents du Neckar. Ce sont trois vallées en V très encaissées qui comportent de nombreux méandres. Des vallons en creux, que les géomorphologues allemands nomment d'après le terme dialectal local « Klingen », entaillent les deux versants perpendiculairement à la vallée principale[6]. Ce sont des vallons sans talweg, très encaissés et à forte déclivité dont l'érosion se poursuit encore aujourd'hui soit par ravinement, soit par éboulis. Schwäbisch Hall et le Combourg se situent dans la vallée du Kocher à des endroits où se sont produites des coupures de méandre naturelles par débordement de la rivière[6]. Pour le site de la ville, le tracé méandriforme de la rivière est devenu divaguant avec un chenal principal. Les ruisseaux Schuppach, Heimbach et Wettbach alimentent le Kocher aux alentours de Schwäbisch Hall[7]
- C'est à l'intersection des deux boucles à l'origine de la coupure de méandre que s'est formée l'île de la saline ou Haal, avec d'un côté le Blockgassen-Kocher et de l'autre le Kocher dans son lit actuel[6], ce qui explique le caractère longtemps très marécageux du lieu avant l'assèchement et l'intégration de l'îlot dans l'enceinte fortifiée de la ville[8]. De ce tracé divaguant originel, il reste les îlots du Steinener Steg et de Unterwöhrd[9] en amont du Haal. Le Kocher était à l'origine 40 m plus haut qu'aujourd'hui[6], soit environ à hauteur de l'église Saint-Michel, donc la ville haute ou à la hauteur de l'ancien méandre où se trouve l'ancienne gare[6] de Schwäbisch Hall avant qu'elle ne soit délocalisée à Hessental, une annexe de la communauté de communes halloise. Le point le plus bas est sur les îles de la rivière à 273 m et le plus élevé est au Galgenberg à 365 m. La pente du versant vers le Galgenberg n'est pas d'un trait. Une première partie plus inclinée est de chaque côté de la rivière pour les parties basses de la ville reconnaissables à leurs ruelles en escalier. Puis un petit pallier un peu moins en pente permet la construction de la partie haute autour de la place du marché et des deux églises historiques qui ont autour des 300 m avant la dernière montée plus inclinée vers le Galgenberg[10]. La ville médiévale se situait donc à mi-côte pour le centre historique et comportait une annexe sur l'autre rive que la population locale a longtemps dénommé « l'Outre-Kocher »[11] (Jenseits Kochens) avec les paroisses de Sainte-Catherine et Saint-Jean situées dans la partie inférieure du versant. La ville moderne sort de la vallée encaissée où elle est restée pendant des siècles par le jeu des communautés de communes et l'agrandissement de sa surface par des lotissements résidentiels ou des zones industrielles et commerciales. De ce fait, Schwäbisch Hall se trouve également dans le paysage de la Plaine halloise.
- Pour l'abbaye de Combourg, le lit originel du Kocher formait à cet endroit un méandre qui, après la coupure naturelle par débordement, a créé une bute témoin sur laquelle a d'abord été construit le château-fort des comtes de Comburg[12] avant qu'ils n'en fassent un monastère.
- La Plaine halloise (Haller Ebene) est une petite pénéplaine calée entre les petits et moyens massifs montagneux au sud et la grande Plaine de Hohenlohe au nord. Schwäbisch Hall se trouve dans sa partie occidentale. Le territoire historique de la ville impériale libre englobait quasiment toute la Plaine halloise car il se délimitait grossièrement par les cours d'eau de la Brettach et de la Rot à l'ouest, du Kupfer et du Kocher au nord, de la Bühler à l'est avec quelques incursions vers la Jagst.La pénéplaine halloise est majoritairement composée de couches du Keuper inférieur (ku)[5] qu'on nomme aussi « Lettenkohle »[13], mêlées à des formations de Keuper à pseudomorphoses de sel dans son faciès normal (km1) ou des sédiments de lœss[5].
- Les moyennes montagnes qui jalonnent la Plaine halloise à l'est et au sud sont les monts de Souabe et Franconie ou la forêt souabe-franconienne subdivisée ainsi : les Monts d'Ellwangen, les Monts de Limpurg et la Forêt de Welzheim au sud-sud-ouest, la Forêt de Mainhardt et les Monts de Waldenbourg à l'ouest-nord-ouest. Hormis quelques rares formations superficielles du quaternaire dispersés dans les monts environnants (Dépôt de sédiments meubles continentaux, fh)[5] ou dans le fond de la vallée de la Jagst (sable de Goldshöfe, GO)[5], tout le secteur autour de Schwäbisch Hall remonte d'un point de vue litho-stratigraphique au Trias[5].Les monts fortement boisés d'altitude faible (en dessous de 600 m) sont à base de Keuper à marnolites compactes inférieur (km3u) et supérieur (km3s)[5] avec formations de Stubensandstein, un grès du Keuper très spécifique à ce secteur, de marnes noduleuses (km5) et de grès à roseaux (km2s)[5].

## Histoire

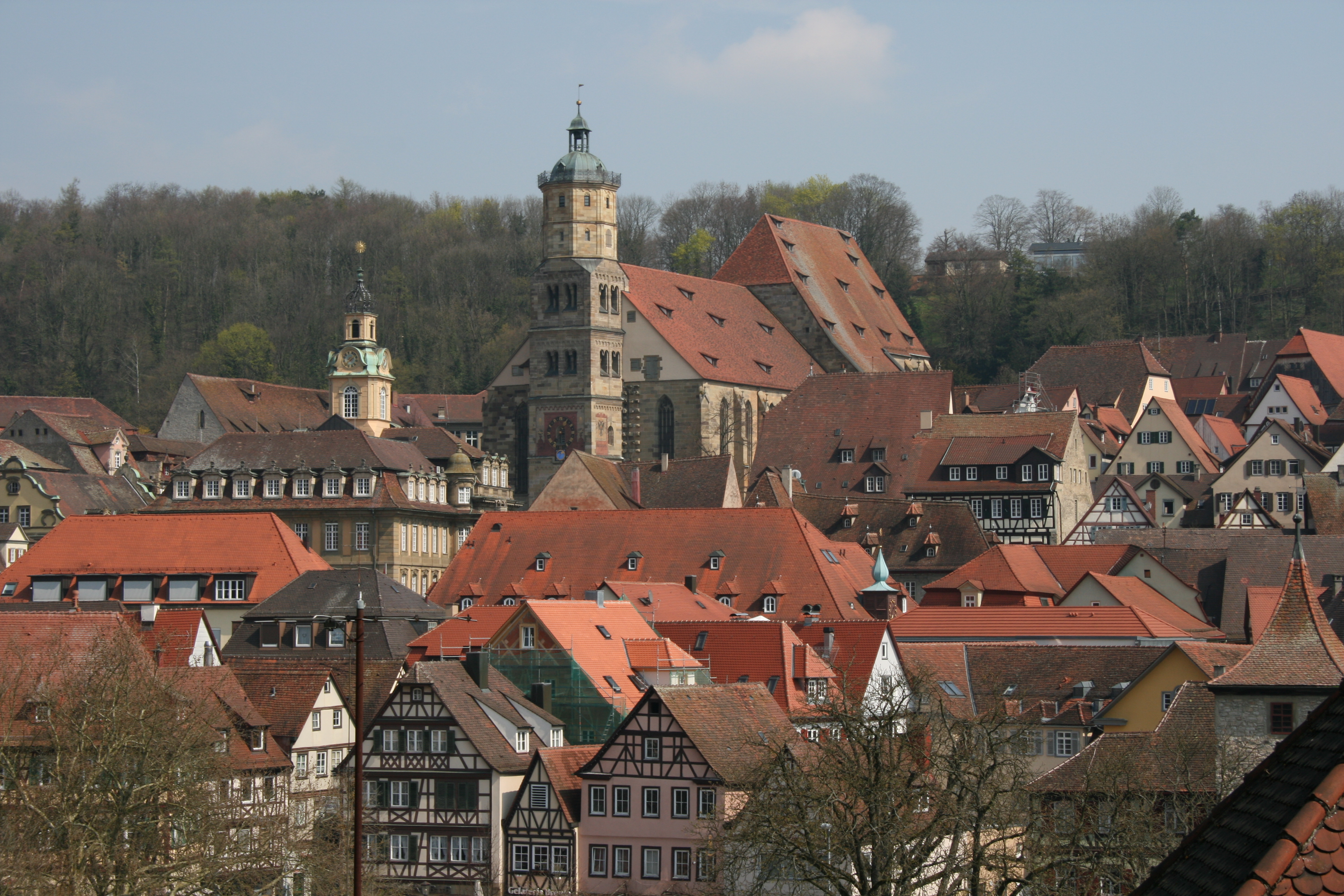
Centre ville de Schwaebisch Hall

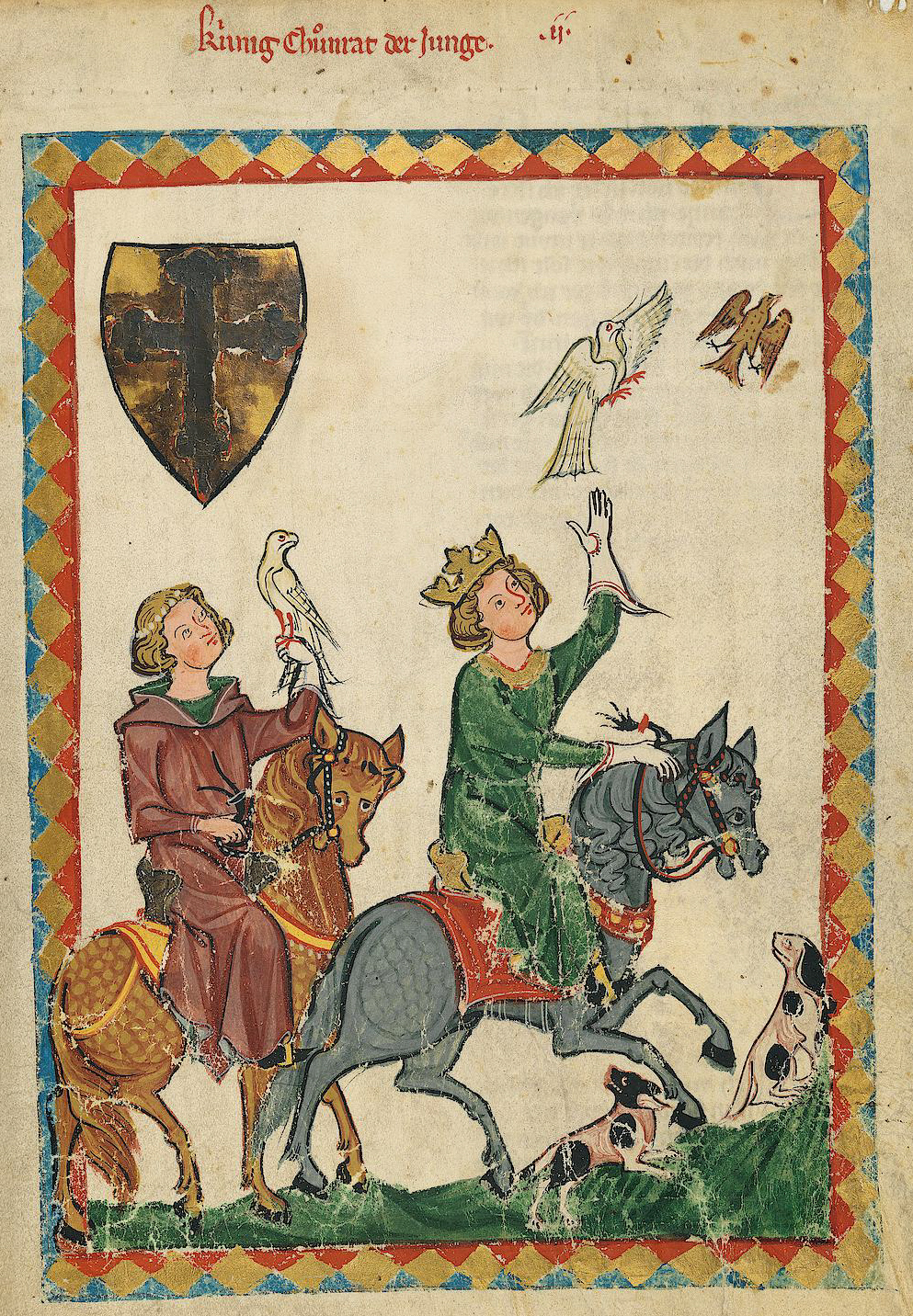
Conradin de Hohenstaufen, roi et poète dans le codex Manesse, fol. 7r, comme son échanson Conrad de Limpurg.

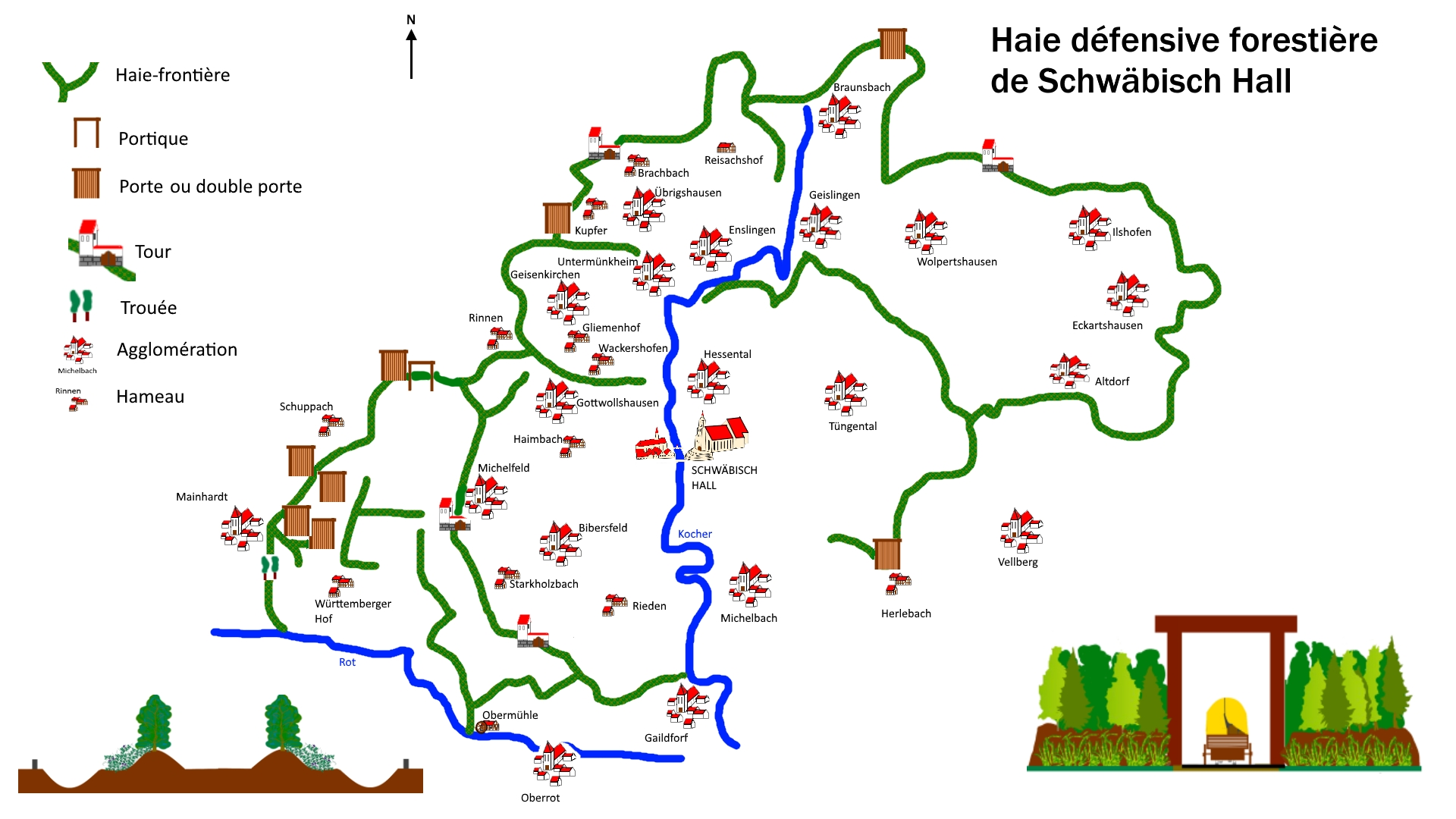
Haie forestière défensive de Schwäbisch Hall.

| Appartenances historiques Saint-Empire (Ville libre) 1280-1802 Duché de Wurtemberg 1802-1803 Électorat de Wurtemberg 1803–1806 Royaume de Wurtemberg 1806–1871 Empire allemand 1871-1918 République de Weimar 1918–1933 Reich allemand 1933–1945 Allemagne occupée 1945–1949 Allemagne de l'Ouest 1949–1990 Allemagne 1990-présent |

### Des origines à 1802
Schwäbisch Hall devait, dans des siècles passés, sa prospérité à une source salée, exploitée dès 600 avant l'ère chrétienne, et à laquelle elle doit son nom d'origine « Haal in Schwaben » (Hall en Souabe). De 1280 à 1803, elle eut le statut de ville libre d'Empire. Pendant cette première période, les événements suivants sont à retenir :
- 1156 : L'église Saint-Michel est consacrée le 10 octobre 1156[15] par Gebhard von Henneberg, évêque de Wurtzbourg. Schwäbisch Hall est cité dans l'acte, mais pas encore comme ville. Néanmoins, C'est probablement sous l'empereur Frédéric Ier (Barberousse) qu'on commença à y frapper des monnaies appelées Heller (Pfennigs de Hall). Ces pièces de tôle d'argent peu épaisse étaient de faible valeur et connaissaient une grande diffusion par tout l'Empire et au-delà. Malheureusement, l'atelier monétaire à l'origine du pfennig hallois[15], est victime dès le début du XIVe siècle d'une contrefaçon très répandue ; le heller devient synonyme d'une pièce de peu de valeur[15].

La consécration de l'église est accompagnée en annexe de l'acte officiel par la création d'un marché annuel à la Saint-Jacques. Il se tenait sept jours avant et sept jours après la date officielle. De plus, les marchands disposaient de quatorze jours supplémentaires avant et après le marché annuel pour bénéficier de la protection des troupes impériales contre le brigandage sur les routes du territoire communal.
- 1204 : première mention de la ville de Schwäbisch Hall[15].
- Depuis le milieu du XIe siècle, les premiers châteaux sur les sommets et rochers sont érigés comme le Combourg, Kirchberg ou Lobenhausen, Vellberg, Bielriet, Burleswagen et Oberrot. Les premiers territoires seigneuriaux se créent autour de ces petits centres de décision percevant taxes et rendant  justice[16]. Au XIIIe siècle, les comtes échansons von Schüpf, originaires de Lauda-Königshofen dans le  Taubergrund, s’installent dans le château de Oberlimpurg. Les Limpurg et la noblesse urbaine de Schwäbisch Hall sont de même rang social puisqu’ils sont issus de la petite noblesse qui fournit les ministériels aux souverains staufiens[16]. Les comtes de Limpurg jouèrent un rôle majeur dans l’entourage de l’empereur Frédéric Barberousse  et le roi de Germanie Heinrich VI, son fils et successeur sur le trône impérial.Forts de cette ascension sociale dans les sphères de décision, les Limpurg tentèrent de s’emparer de la ville libre d’Empire Schwäbisch Hall à partir de  1254. Une représentation de l’échanson Conrad de Limpurg dans le codex Manesse le montre en train de partir à une expédition[16]. Une dame lui tend son heaume. Fils de Walter Ier, Conrad était dans l’entourage du dernier empereur staufien Conradin comme l’attestent les notices des Regesta Imperii de 1267 et 1268 à Vérone et Pise. À la fin de sa vie, l’échanson met fin à sa vie de voyage permanent suivant la cour itinérante de l’empereur et s’installe dans le château de Bielriet où il meurt environ sept ans plus tard vers 1287. Conrad de Limpurg était également Minnesang, six de ses poésies courtoises chantées ont été transmises par le codex Manesse[16]. La maison noble de Hohenlohe s’est installée au nord de Schwäbisch Hall au début du XIIIe siècle. Ils sont comme les rivaux originaires de la vallée du Tauber. La rivalité entre les Limpurg et les Hohenlohe atteint son paroxysme avec le conflit entre le l’empereur Frédéric II du Saint-Empire et son fils Henri II de Souabe car les premiers choisissent le camp du fils rebelle tandis que les Hohenlohe se rallient au père. C’est le père qui l’emporte dans ce conflit familial. Du coup, les Limpurg perdent également leur prétention sur le château de Langenbourg au profit de leurs rivaux Hohenlohe[16]. Après plusieurs conflits successifs où la ville libre put repousser l’assaillant, l’arbitrage de Vienne de 1280 met fin à la querelle permanente. Depuis cet arbitrage, trois seigneurs principaux se partagent pour des siècles le territoire de transition entre la Souabe et la Franconie : les Limpurg, les Hohenlohe et la ville libre de Hall[16].
- 1280 : l'« arbitrage de Vienne » prononcé par Rodolphe 1er de Habsbourg met fin aux conflits d'intérêts et aux querelles de pouvoir entre les comtes de Limpurg, les Hohenstaufen et la ville qui devient une Ville libre d'Empire, donc avec le statut d'immédiateté impériale. Les couches dominantes de la ville à cette époque étaient représentées par la noblesse urbaine issue des ministériels staufiens et les bourgeois roturiers qui ont acquis peu à peu leur place dans la nouvelle organisation urbaine. La cohésion est assurée par un serment communautaire, ce qui a exclu la communauté juive attestée à partir de 1241 puisqu'elle ne peut pas prêter serment en général et a fortiori sur la bible.
- 1340 : l'empereur Louis IV le Bavarois fait apporter quelques modifications mineures à la constitution urbaine de Schwäbisch Hall qui perdurera jusque 1802. Un magistrat ou conseil dirigé par un Stättmeister, un doyen, douze nobles, six bourgeois de moyenne condition et huit artisans gère la ville libre.
- 1509-1512 : on nomme "Seconde discorde" la fin de la prédominance des nobles dans la gestion des affaires de la ville. Elle est désormais gouvernée et dirigée par une bourgeoisie de corporation[17] composée de « membres de lignages liés par la solidarité communale[17] ». Ce sont des bourgeois de plus en plus éduqués, possédant une formation universitaire. Plusieurs familles deviennent des petites dynasties locales qui se transmettent les offices et charges de manière quasi héréditaire. Le droit urbain prévaut dans la ville libre.
- 1522 : le réformateur Johan Brentius trouve refuge à Schwäbisch Hall . Très vite, il s'impose comme le prédicateur de la ville et gagne la ville à la Réforme luthérienne. En 1527, il rédige le nouveau catéchisme pour la commune, mais aussi le nouveau règlement de l'église luthérienne de Wurtemberg. Ses écrits sont des références dans le monde protestant. Il est coauteur de la confession d'Augsbourg avec Philippe Mélanchthon[18].
- 1610 : Schwäbisch Hall devient membre de l'Union évangélique, ce qui engage des frais conséquents et place les Hallois dans le camp adverse des puissants voisins de la Bavière et de la principauté épiscopale de Wurtzbourg[19], membres dirigeants de la Ligue catholique. Le 11 février 1610, le roi de France Henri IV s'engage par le traité de Schwäbisch Hall à soutenir les princes de l'Union Évangélique[20].
- 1618 - 1648 : la ville impériale connaît dès les débuts les méfaits de la guerre de Trente Ans. C'est le territoire hallois hors fortifications qui est surtout touché malgré l'aide militaire du Wurtemberg[19]. Les catholiques pillent et occupent Vellberg et prennent quartier dans les campagnes halloises. L'évêché de Wurtzbourg profite de la situation pour recatholiser certaines paroisses, ce qui réussira durablement après la guerre de religion pour les villages de Tullau, Hessental et Tüngental restés sur le territoire souverain et protestant de la ville impériale halloise après les conflits[19]. Schwäbisch Hall a perdu 20 % de sa population pendant la guerre de Trente Ans[21] à cause de la guerre, mais aussi de la famine et des épidémies meurtrières liées aux deux causes précédentes.

### Les Hospitaliers
En 1228, l'universitas civium (collège des citoyens) atteste la fondation d'un hôpital par le concitoyen Sivridus et son épouse Agatha, restés sans enfant. Ils ont décidé de consacrer leurs biens et leur temps aux malades. En 1249, l'hôpital est confié aux Hospitaliers de l'ordre de Saint-Jean de Jérusalem, lesquels déclarent ne vouloir soigner que maximum 20 malades. Ils ne prennent pas en charge les personnes atteintes d'une infirmité ou d'une maladie chronique. La ville reprend la direction de l'hôpital en 1317. Du passage des Hospitaliers, il reste la chapelle du couvent qui abrite aujourd'hui le musée gratuit consacré à la partie médiévale de la collection Würth.

### Haie forestière défensive du territoire hallois (XVeauXVIIIesiècle)
Longtemps restée dans l’oubli et redécouverte ces dernières années grâce à de nombreuses activités associatives et communales, des reportages télévisés ou sur internet avec des images de synthèse, des articles de presse  ou bien encore par des conférences adressées au grand public, la ceinture forestière frontalière, nommée Haller Landhege en allemand, entourait l’ensemble du territoire de la ville libre de Schwäbisch Hall à des fins de protection, mais aussi pour marquer sa souveraineté sur le terrain de manière visible et physique. Elle avait une longueur d’environ 200 km. D’autres haies défensives existaient dans l’empire comme celle de la ville libre d'Empire voisine, Rothenburg ob der Tauber. Pour Rothenbourg comme pour Schwäbisch Hall, il n’existe aucun acte officiel ordonnant ou mentionnant le début de l’aménagement d’une haie défensive. Un acte d’un diplomate hallois daté de 1568 relate que le roi des Romains Robert Ier aurait autorisé le maire et le magistrat de la ville  « à construire autour de leur ville et tout le territoire une ligne défensive avec une forte haie forestière, des portiques, des tours, des fossés ». L’acte cité par ce diplomate serait de 1401, mais il n’a pas été retrouvé. Vu la circonférence de la haie forestière, les travaux ont probablement duré jusqu’au milieu du XVIe siècle pour arriver à obtenir une haie continue, impénétrable et stable. En 1541, l’empereur Charles Quint autorise la ville libre impériale « à terminer, réaliser et consolider la ligne défensive qui, à maints endroits, est encore ouverte et pas encore fermée ».
Les haies forestières faisant fonction de frontières territoriales étaient très répandues en Europe centrale, y compris sur des vastes étendues, comme avec la Preseka de Silésie (en) ou Hag entourant le territoire silésien en Pologne ou le Gyepű (en) en Hongrie. On en trouvait également dans la Thiérache en France.
Une carte authentique de la haie défensive halloise du XVIe siècle est conservée aux archives régionales de Bade-Wurtemberg. Elle montre l’emplacement des tours de guet, de la haie et des rivières, des portiques et portes sur toute la circonférence de la frontière végétale.
La ceinture forestière composée d’abattis, de fossés et de passages obligés était parfois gardée par des fortins en bois ou pierre aux endroits stratégiques et représentatifs. Elle intègre les rivières et ruisseaux comme frontière naturelle. En taillant et entretenant les arbres de telle sorte qu’ils poussent plutôt en largeur et bien resserrés, les ronces et les buissons épineux pouvaient pousser dans les petits intervalles restants et engendrer des haies semblables à des murs difficilement franchissables sans provoquer de dégâts aux chevaux ou aux hommes qui restent coincés dans l’enchevêtrement de branchages et d’épines. Au cas où une personne arrive à passer le premier abattis, il en existe un second douze mètres après le premier, ce qui permet aux défenseurs d’agir pendant que l’intrus tente de se démêler de la première, puis de la deuxième haie.
La haie est double entre les deux bornes des États concernés : deux talus de 200 cm se font face à une distance de 12 m. Entre la borne et le talus, il y a un fossé de  200 cm et un ruban de buissons épineux d’une largeur de 100 cm. La largeur totale de la haie forestière de Hall entre les deux bornes territoriales s’élève à 22 m.
Il y avait trois possibilités pour traverser la haie forestière :
- Le portique simple (Falle) a une hauteur de 3,5 m et une largeur de 4,5 m ;
- Les portes fermées (Riegel) avec bâtiment annexe pour les gardes ;
- Les trouées (Schlupf) sont volontairement réalisées dans la haie pour que les paysans puissent se rendre dans leurs champs situés de l’autre côté. Mais elles furent aussi utilisées par les brigands de la forêt de Mainhardt au climat rude. Aujourd'hui, dans le même esprit de redécouverte des faits historiques marquants de la région, la commune de Mainhardt organise des spectacles en faisant intervenir la population locale ou des pièces de théâtre mettant en scène le destin des bandits obligés de voler pour survivre dans un massif montagneux peu hospitalier[25].

### De 1802 à aujourd'hui
En 1803, avec l'Acte de Médiation octroyé à l'Empire par Napoléon Bonaparte, Schwäbisch Hall perd sa relative indépendance et passe au nouveau royaume de Wurtemberg. Depuis lors et jusqu'en 1936, la ville s'appelle simplement "Hall".
Entre février et avril 1945, 7e armée américaine et la 1re armée française progresseront après la libération de l'Alsace vers Berchtesgaden  en passant par le Bade et le Wurtemberg. Les bombardements sont relativement limités à Schwäbisch Hall. En février, les Américains bombardent et détruisent la gare et le quartier-gare ; ils endommagent également l'annexe Unterlimpurg. Le 16 avril 1945, des bombes incendiaires américaines détruisent complètement l'intérieur de l'hôtel de ville baroque. C'est un commando spécial de la Wehrmacht qui dynamitent les ponts de la ville le 17 avril 1945. Il n'y a pas de résistance démesurée dans la ville où les drapeaux blancs sont hissés partout dès le 16 avril 1945.
Le 12e RCA, une unité de la 2e division blindée française  est passé par Schwäbisch Hall avant de poursuivre vers la Bavière. L'escadron chars du régiment était parti en train de Charente le 24 avril et était arrivé dans la Forêt de Mainhardt le 30 avril 1945 à Großerlach. C'est là que le régiment s'est regroupé.
Cité historique (maison à colombages, ponts en bois couverts), elle est aussi connue pour les représentations données sur les marches de l'église St-Michaël (théâtre classique, musicals), les "Freilichtspiele Schwäbisch Hall".
Aujourd'hui, Schwäbisch Hall abrite le siège social de la caisse d'épargne-logement la plus importante d'Allemagne et d'Europe (Bausparkasse Schwäbisch Hall), rendue célèbre par sa mascotte dans la publicité, un renard. De ce fait, de nombreux Allemands ont déjà entendu le nom de Schwäbisch Hall sans pouvoir identifier la ville qui a donné son nom à la marque. Tout le monde connaît aussi le slogan devenu célèbre sur tout le territoire « Auf diese Steine können Sie bauen » (Vous pouvez bâtir sur ces pierres).

## Ancienne structure politique et administrative de la ville-état

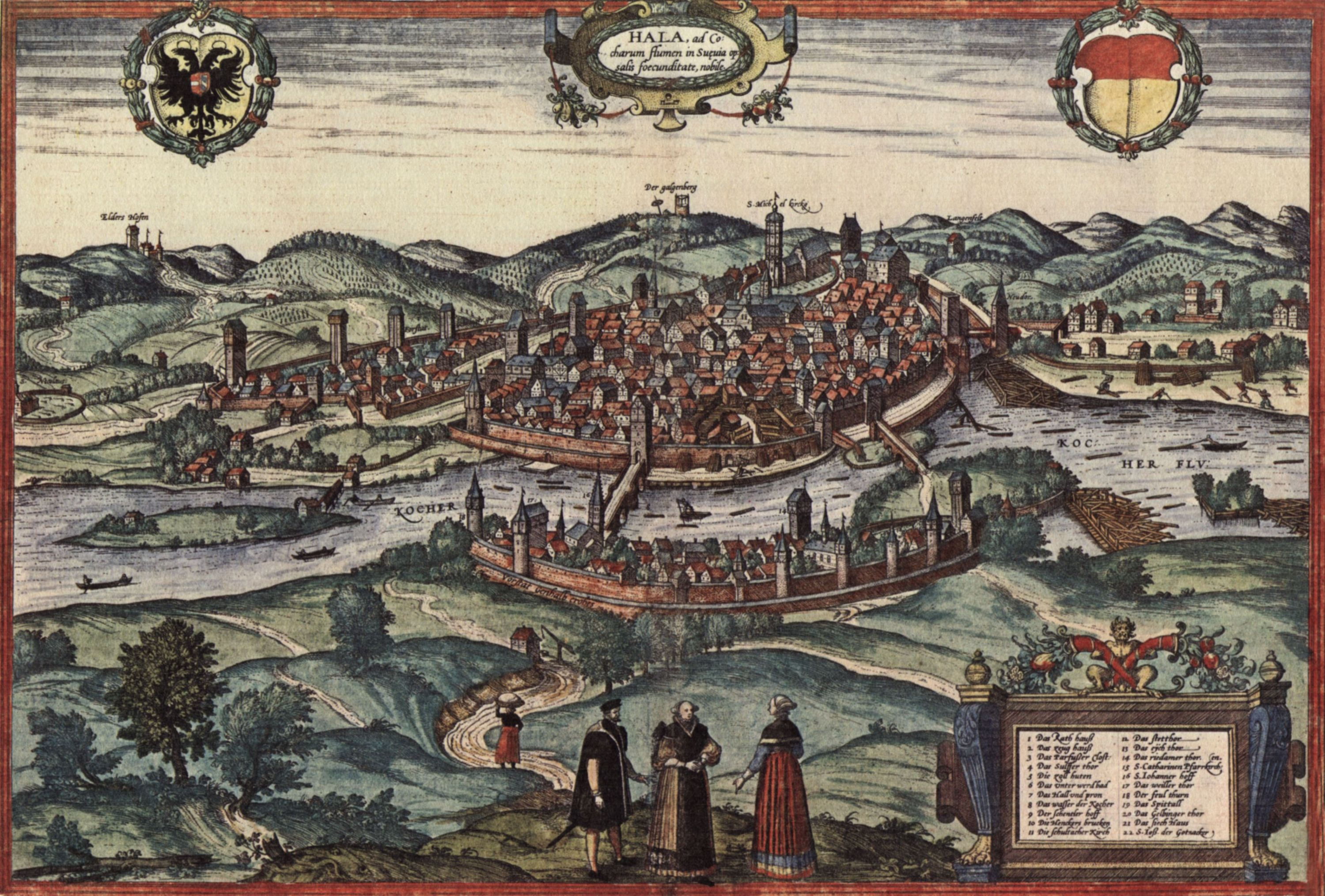
Schwäbisch Hall, 1580, gravure de Frans Hogenberg.

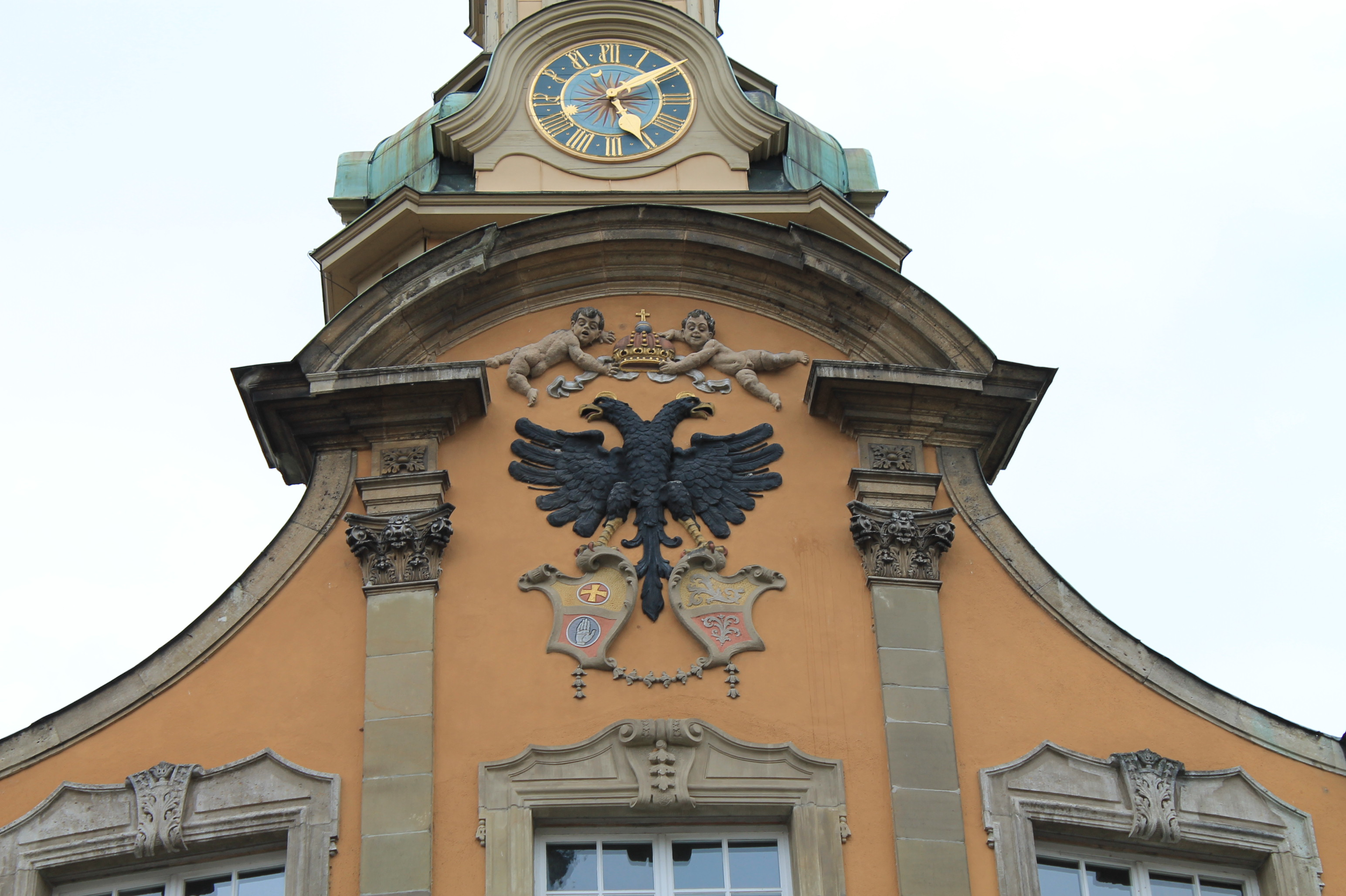
Aigle à deux têtes, symbole héraldique d'une ville libre d'Empire.

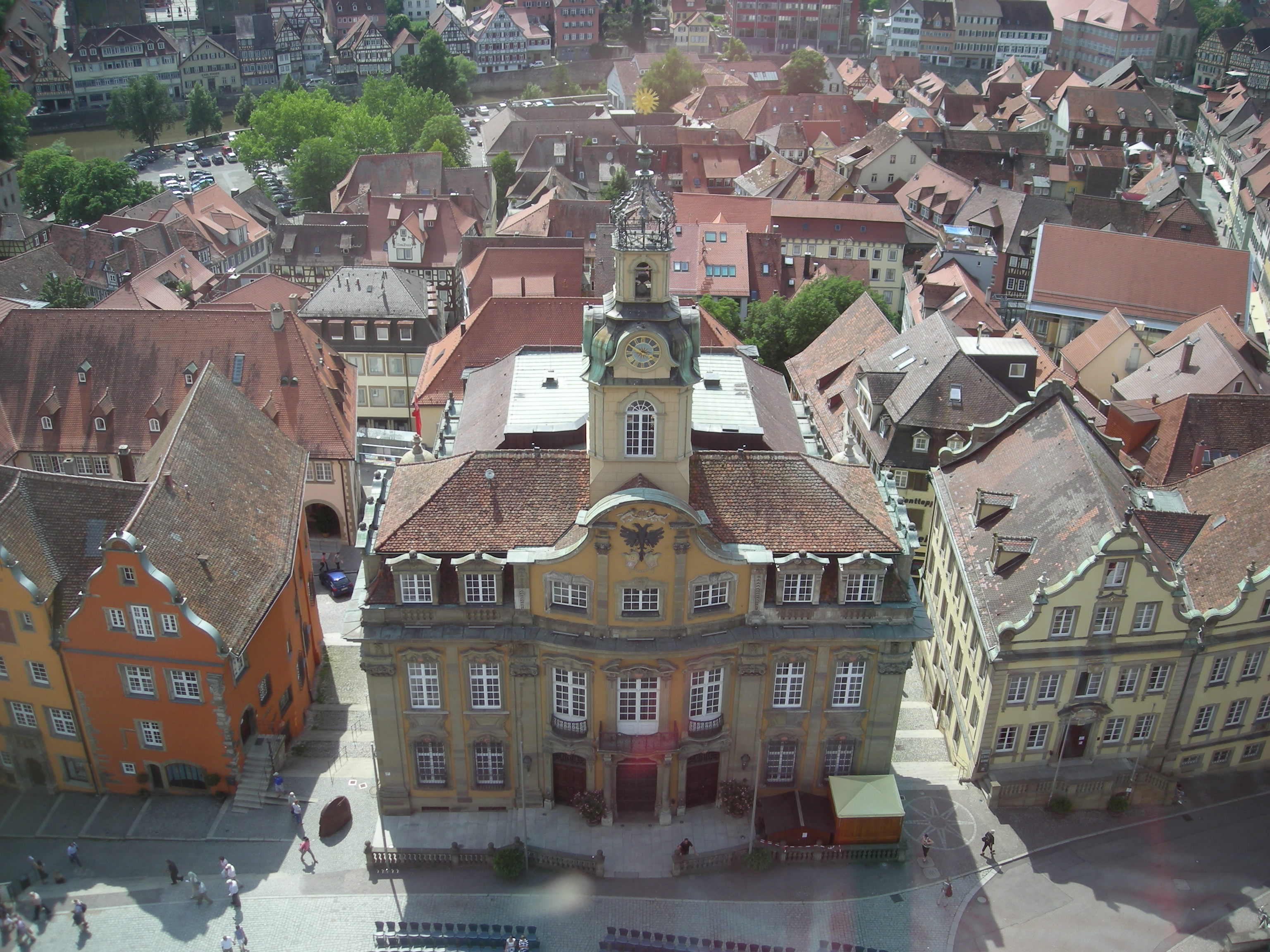
Hôtel de ville vu du clocher de l'église Saint-Michel.

La ville impériale libre Schwäbisch Hall fut gouvernée pendant un demi-millénaire par un magistrat qui avait à sa tête un régent ou Städtmeister. En théorie, une ville impériale libre est sous l'autorité directe de l'empereur du Saint-Empire romain germanique qui est représenté par un prévôt. Dans la plupart des villes libres et impériales, le prévôt impérial s'est progressivement effacé au profit d'une gestion quasi autonome de la ville par des échevins et conseillers issus de la noblesse locale et des différentes corporations ou confréries.
Concernant Schwäbisch Hall, la confrérie des sauniers et les négociants ont joué un rôle majeur dans l'histoire locale. De même, étant donné le passage à la Réforme protestante, la ville gouverne ses églises, fait en quelque sorte fonction d'évêque en nommant le ministre du culte ou prédicateur auquel on accorde le droit de bourgeoisie car la carrière pastorale dépend intégralement du magistrat. Partie intégrante du Saint-Empire, Schwäbisch Hall est donc administrée par une constitution urbaine, qui, dans l'esprit et l'organisation, la terminologie et le fonctionnement, se rapproche beaucoup de celle de Strasbourg, également protestante, mais aussi des dix villes libres d'Empire d'Alsace parmi lesquelles on peut citer par exemple Haguenau, Sélestat ou Colmar. De plus, Schwäbisch Hall jouissait du droit de battre monnaie.
Le magistrat (ou Conseil de la ville) était composé de 24 membres aux fonctions les plus diverses. Ils cumulaient souvent les mandats. Trois membres du magistrat, dénommés conseillers secrets (Geheimer), appartenaient au Petit Conseil qui était chargé de la politique budgétaire et des affaires étrangères avec le chef de la ville-état. Les assesseurs ou conseillers aux magistrats étaient des juristes au nombre de six dont trois avaient la fonction d'avocat du magistrat.
Les 24 membres du magistrat avaient les fonctions suivantes au XVIIIe siècle :
- Un stettmestre ou régent;
- Un doyen (généralement le prédécesseur du régent en place) ;
- Trois conseillers secrets dans le Petit Conseil ;
- Un directeur de la haute chambre des tutelles ;
- Quatre prévôts ;
- Un receveur des tonlieux (Oberlandumgelder)[39], ;
- Un inspecteur des bâtiments ;
- Un receveur des aumônes ;
- Un député mandataire successoral ;
- Un administrateur en chef des salines ;
- Un commissaire aux comptes ;
- Un receveur du denier du culte ;
- Deux receveurs de fabrique ;
- Cinq assesseurs.

En réalité, les mêmes personnes occupent plusieurs postes concomitamment. Johann Dietrich Bonhoeffer, appartenant à l'un des lignages célèbres et influents de Schwäbisch Hall dont descend Dietrich Bonhoeffer, était conseiller secret, membre du consistoire, écolâtre, prévôt et contrôleur des arsenaux, des gardes et des chasseurs. Son frère Georg Michael était dans le même magistrat prévôt, membre de la haute chambre des tutelles et président du conseil de fabrique de la paroisse Saint-Michel.
La représentation des nobles est très limitée vers la fin de la ville-état. On y trouve un patriarcat anobli et la haute bourgeoisie y domine. Un prévôt a néanmoins le titre de comte palatin impérial,titre honorifique sans contrepartie, ni revenus associés et J.F. Bonhoeffer est directeur du collège des nobles au sein du magistrat.
Parmi les fonctions occupées par les membres du magistrat, les offices typiques de l'Ancien Régime reviennent fréquemment comme les contrôleurs, les receveurs, les inspecteurs et autres postes d'administration chargé de vérifier, d'encaisser et de gérer des biens ou des revenus. Les affaires cultuelles occupent également une place importante, notamment par le biais du consistoire dont certains font partie. Les conseillers de la ville peuvent être en parallèle :
- Collecteur des impositions ;
- Capitaine des salines ordinaires ;
- Contrôleur des écuries ;
- Administrateur de l'hôpital ;
- Receveur d'une fabrique ;
- Inspecteur des bâtiments ;
- Administrateur des visites aux malades ou passages[41] ;
- Visiteur perpétuel ;
- Écolâtre ;
- Membre de la chambre des tutelles ;
- Membre du consistoire.

Il existait trois paroisses dans la ville-état : la paroisse Saint-Michel (dans la vieille ville), la paroisse Sainte-Catherine (la partie outre-Kocher de la ville) et la paroisse de Saint-Nicolai un peu plus à l'écart. Le ministère du culte était assuré à Saint-Michel par un prédicateur, un pasteur paroissial et un archidoyen et son échevin. Les deux premiers ont également écolâtres.
Le ministère public est représenté par l'écoutète (Schultheiss) et quatre officiers ordinaires qui sont le greffier, le secrétaire du conseil, le tabellion et le secrétaire du trésor public.
En résumé, durant le régime de la cité-état halloise, la classe supérieure était composée des membres du magistrat, des officiers de justice, des pasteurs, des négociants, des grands propriétaires, des notaires et des chirurgiens. La classe moyenne élevée était représentée par certaines catégories d'artisans ou de commerçants comme les boulangers, les tonneliers ou les hôteliers,. La classe moyenne inférieure se composait des autres catégories d'artisans comme les sauniers pourtant incontournables pour le fonctionnement des salines et les revenus de la cité, mais aussi les  barbiers ou les maçons,. La classe inférieure regroupait les journaliers, les soldats et les personnes sans aucune qualification.
Parmi les stettmestres qui ont été longtemps au pouvoir de la cité impériale, il faut citer Georg Friedrich Seifferheld (1613-1686), Johann Lorenz vom Jemgumer Closter (1676-1761) et Johann Lorenz Sanwald (1711-1778).
Aux diètes d'Empire de Ratisbonne, donc du XVIe au début du XIXe siècle à la dissolution de l’Empire, les représentants plénipotentiaires de Schwäbisch Hall ont été enjoints à toujours voter avec la majorité des villes libres d’Empire.

## Haal: l'eau saline à l'origine du toponyme originel de Hall

### Saunerie
Similaire à d’autres régions salifères de l’Europe occidentale comme la Lorraine, l’exploitation du sel à Schwäbisch Hall remonte déjà à l’époque protoceltique et celtique avec la technique du briquetage. D’ailleurs l’une comme l’autre ont d’abord exploité des sources salées, puis des mines de sel gemme. Leurs zones d’écoulement de leur produit se rencontrent sur le Rhin. Les techniques utilisées par les tribus celtiques étaient des godets en terre cuite qu’on cassait pour récupérer le sel cristallisé.
La première mention de l'existence d'une saline médiévale à Schwäbisch Hall, ville où la cohésion de la communauté bourgeoise se réalise sous forme de communauté jurée prêtant serment de ne porter atteinte à ladite communauté, se trouve dans un acte du roi Henri en 1231 qui cède au couvent de Denkendorf une part de la saline (partellam salis). Le sel de Hall est ignigène, c’est-à-dire qu’il est produit par ébullition de la saumure provenant d'une source salée. Les sites de production se situaient au Moyen Âge sur une île du Kocher nommée « Haal». Elle fut rattachée à la ville et incluse à l'enceinte médiévale après avoir été remblayée et asséchée. Au Moyen Âge, la teneur en sel de la saumure halloise était de 5 à 8 %. Pour le sud-ouest de l'Allemagne actuelle, c'est de loin le meilleur rendement, la saline de Schwäbisch Hall ne peut se mesurer aux salines austro-bavaroises comme à Hallein, Berchtesgaden, Hallstatt ou Bad Reichenhall où le taux de salinité montait à 12 %.
Pour le secteur alémanique allant de la Souabe à l’Alsace et de Nord-Wurtemberg à la Suisse, le sel de Schwäbisch Hall s’est bien écoulé. Avec la technique de la graduation aérienne, le rendement s’est largement développé au XVIIIe siècle. La ville voit apparaître en contrebas au bord des murailles, des énormes bâtiments de graduation en bois qui donnent un cachet inimitable aux sites salifères de cette époque comme les grands bâtiments de la Saline royale d'Arc-et-Senans.
La saline de Schwäbisch Hall doit faire face à la concurrence engendrée par la découverte des mines de sel gemme dans les proches environs (Jagstfeld, Uttenhofen). Elle résiste quelque temps encore en extrayant le sel des parties impures des mines de sel par la même technique ancestrale de la cuisson dans les poêles à sel. C’est en 1924 que la saline de Schwäbisch Hall ferme définitivement quelques années après les mines de sel devenues peu rentables dans le nouveau contexte économique.
Chaque année a lieu la fête des sauniers qui prend le nom de fête du gâteau et de la source. Elle reprend des anciennes coutumes plus ou moins authentiques. Une légende raconte que les sauniers auraient aidé à éteindre un incendie au moulin de la ville en 1376. Le meunier leur offrit le gâteau du moulin. Depuis, au dimanche de la Pentecôte, un gâteau de deux mètres de diamètre est transporté tous les ans sur la place du marché pendant les cérémonies où on boit dans une coupe, le Gockel, on se rend au « Grasbödele », on baptise les jeunes sauniers, on danse et on organise une reproduction d'une séance de tribunal des sauniers ou de l'incendie du moulin.
Aujourd'hui, la fête des sauniers est ouverte aux garçons et aux filles, mais autrefois seuls les garçons célibataires organisaient cette fête. Il fallait demander chaque année l'autorisation du magistrat de la ville. Aujourd'hui encore, la cérémonie est jouée pendant la fête des sauniers.
En tant que successeur légal du royaume de Wurtemberg devenu propriétaire de la saline en 1804, le Land du Bade-Wurtemberg continue de payer une rente salinière aux ayants droit issus de la confrérie des sauniers, soit 193 familles à l’heure actuelle. Une association à but non lucratif veille au respect des traditions, le « Siedershof ».

### Station thermale
L'ultime trace de la source saline aujourd'hui reste la vocation thermale de Schwäbisch Hall de 1827 à nos jours. Parallèlement à l'activité de saunerie, une première station de bains d'eau saline fut créée sur l'île du Kocher appelée « Unterwöhrd » en 1827. Un ancien bâtiment utilisé par un club de tir fut reconverti en station thermale dans le style du classicisme du XIXe siècle.
Un bâtiment plus grand et plus adapté fut construit juste à côté en 1880. Par opposition aux anciens bains d'eau saline (Altes Solebad), les Hallois appellent le nouvel édifice « nouveaux bains d'eau saline » (Neues Solebad) ; il est dans le style de l'historicisme. Jusqu'à la Première Guerre mondiale, la fréquentation des bains était régulière. À la suite d'un probable changement de mentalité ou d'un manque de clientèle adaptée à ce type d'établissement thermal, la reprise de l'activité de cure ne fut plus rentable après les deux conflits mondiaux. Après un incendie en 1967, l'établissement fut fermé et démoli en 1968.
Le troisième établissement, ou plutôt hôtel thermal, est construit en 1982. Il est complètement rénové en 2003. L'objectif est de diversifier les activités sur le plan du bien-être comme celui des indications thérapeutiques. Le taux de salinité de la source est recommandé pour des maladies de la peau, les bronches et les os.

## Le heller, une monnaie emblématique en Europe centrale

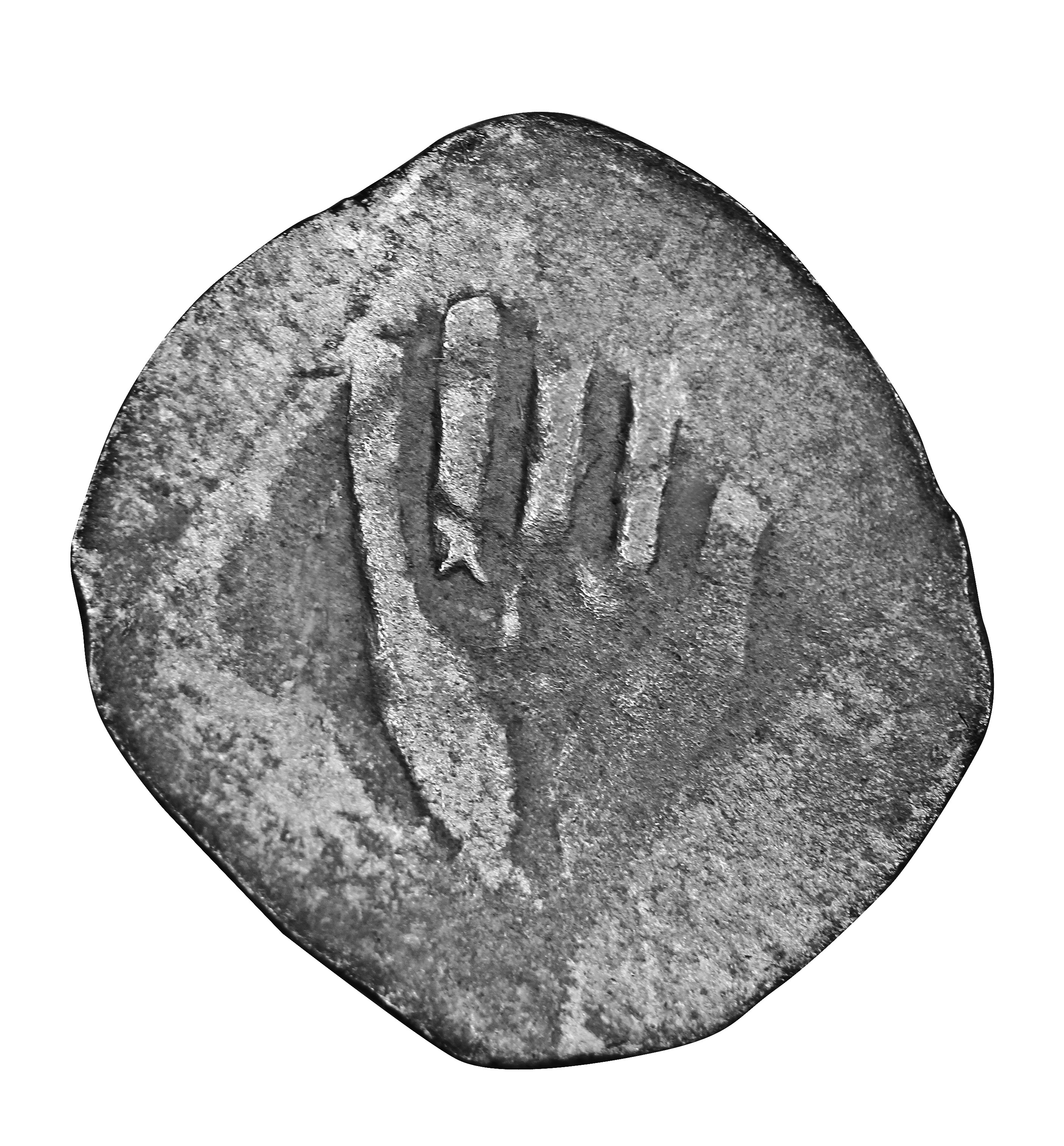
Un des tout premiers heller frappé à Schwäbisch Hall identifiable à l'emblème de la main impériale.

Depuis l'époque des Hohenstaufen, des deniers argent ont été frappés à l'atelier monétaire de Schwäbisch Hall pour le compte de la maison impériale. Cela durera jusqu'en 1396. Il portera le nom de son atelier e fabrication « Haller Pfennige » ou « Heller », ce qui correspond à l'adjectif: un denier hallois ou de Hall. Le titre du denier de Hall était faible par rapport aux monnaies en circulation à cette époque. Le pfennig de Cologne, très répandu dans les échanges commerciaux au XIIe siècle, équivalait à 3 hellers.
La fonction de monétaire (Münzmeister), le responsable de l'atelier de monnaie nommé monetarius en latin, a été  occupée pendant des décennies principalement par deux familles locales : les Triller et les Schultheiss. Le heller impérial de Hall se reconnaît à la main et la croix ancrée qui furent les différents du directeur d'atelier passés dans le sceau de l'écoutète, puis dans le blason de la ville.
Le heller fut copié et gravé dans d'autres régions de l'empire à tel point qu'il devint une pièce de moindre valeur au fil du temps. De 1396 à 1545, c'est la ville libre qui a le droit de battre monnaie. Même si les rois et empereurs font baisser de plus en plus la teneur en argent du heller (de Hall). Pour économiser l'argent, on fondait des pièces étrangères ou produisait des pièces uniface. L'atelier de la ville a également frappé  des batzen, des thaler d'argent et des groschen d'or. La dernière monnaie produite dans l'atelier de Schwäbisch Hall est le thaler de 1545. La cité impériale libre passait commande de ses hellers et autres pièces auprès des ateliers de Nuremberg ou Stuttgart. Des hellers étaient produits de toute façon dans tout l'empire et les pays limitrophes. Le nom est passé dans le langage courant d'autres langues européennes et il est toujours utilisé dans certains pays à l'heure actuelle.
Finalement, deux aspects ont fait connaître le nom de Schwäbisch Hall dans les esprits bien au-delà de la région ou de l'Allemagne sans toujours réellement savoir où se situe cette ville : la monnaie de Hall et la Caisse d'épargne logement Schwäbisch Hall. Le premier agira par la multiplication des pièces sur un vaste territoire et le second grâce aux médias et à la publicité dont le slogan et la mascotte du renard joueront un rôle décisif.

## Le Kocherquartier: l'ancienne prison de Schwäbisch Hall

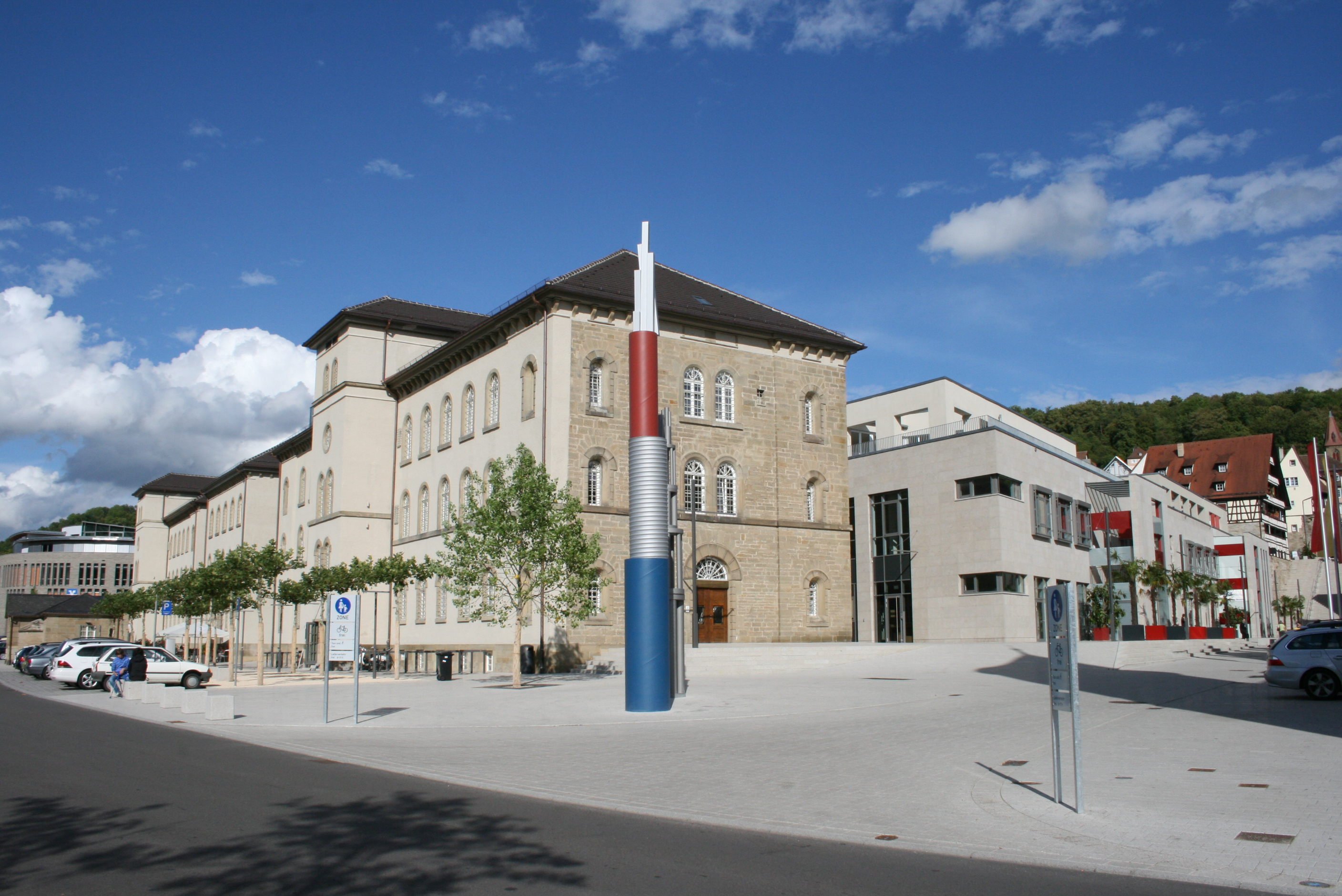
Schwäbisch Hall Kocherquartier

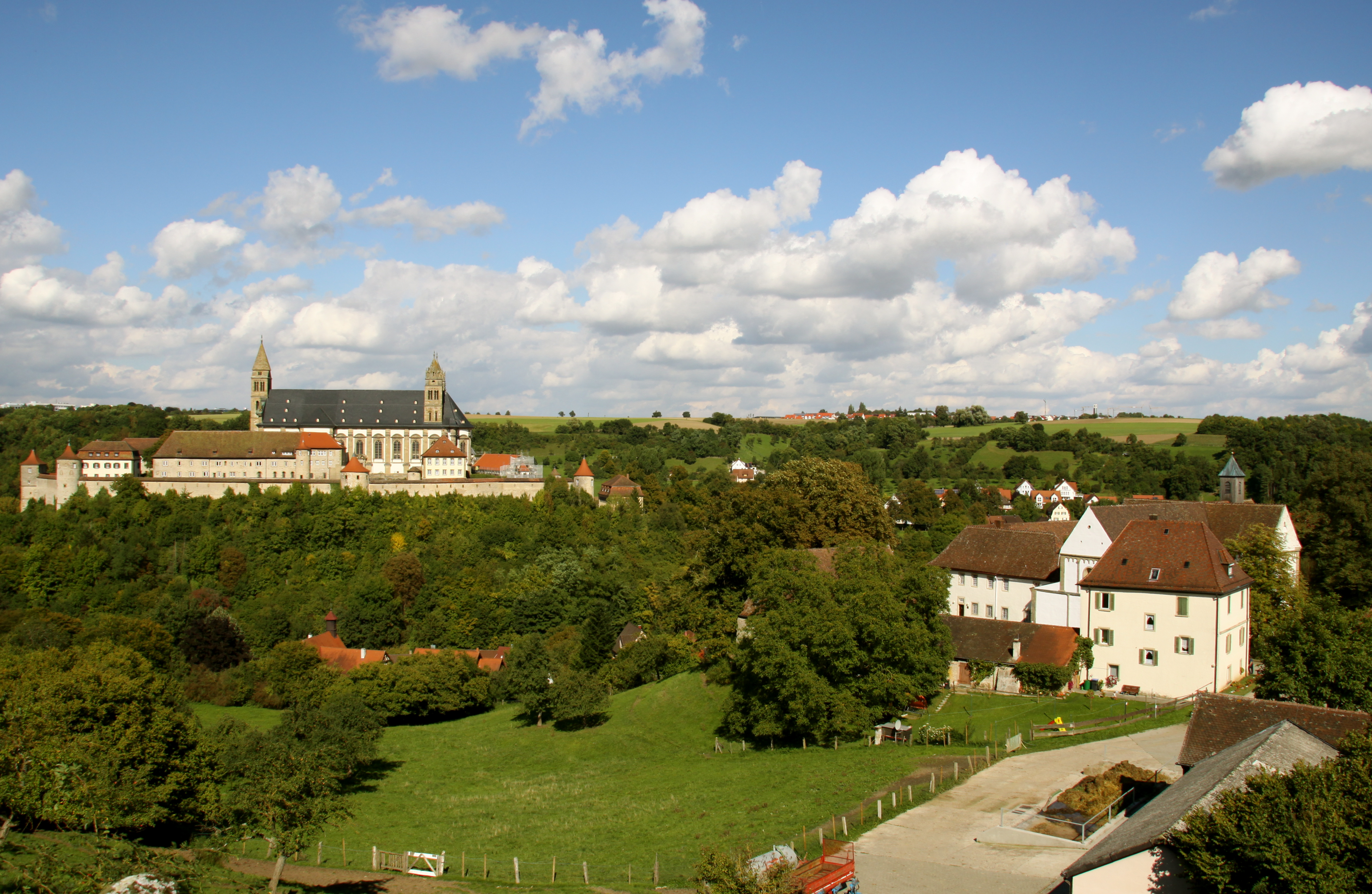
Petite Comburg à droite, annexe de la prison de Schwäbisch Hall

Au moment d’aménager le nouveau Kocherquartier, il a été décidé de raser une partie de la prison dont le bâtiment le long du Kocher avait marqué le paysage urbain pour des générations de Hallois. Toutefois, une autre partie des bâtiments furent reconvertis et intégrés aux immeubles du nouveau quartier en contrebas de la vieille ville.
L’empereur Guillaume Ier décréta la construction d’un établissement pénitentiaire pour jeunes délinquants à Schwäbisch Hall en 1839 dans le cadre d’une réorganisation de la loi pénitentiaire et du code pénal.
D’abord placés dans un bâtiment provisoire, les jeunes détenus de tout le Wurtemberg ont été transférés en 1846 dans un nouveau bâtiment dont la construction démarra en 1843. Autour d’un bâtiment central se trouvaient un bloc pour les hommes, un pour les femmes et un pour les adolescents. En dehors des cours, différents ateliers furent mis en place pour former les détenus à un métier stable : un atelier de reliure, de tissage, de serrurerie et de boulangerie. Dans les années 1850, la prison comptait 550 détenus ; il n’y eut plus de femmes à partir de 1858.
En 1876, la prison pour jeunes délinquants fut transférée à Heilbronn bien que le programme mis en place ait été copié en Allemagne et à l’étranger ; il reste les détenus adultes. En 1877, une filiale fut ouverte à la l’abbaye de la Petite Comburg pour 60 à 90 prisonniers. Puis, elle devint une prison avec peines aménagées jusqu’en 2015, année de sa fermeture définitive.
Au fil des décennies, la prison principale de Schwäbisch Hall fut rénovée, modernisée et agrandie (1898, 1928,1931,1986).
À l’été 1944, le régime nazi reçut 24 prisonniers français pour faits de résistance, arrêtés dans différentes régions en France ou d'Allemagne, puis transférés secrètement à Schwäbisch Hall par une opération Nuit et brouillard. L’amiral Max Bastian, le président du tribunal de guerre du Reich écrit à la main sur les jugements qu’il doit confirmer ou réviser : « Rien en faveur d'une indulgence. J'ai l'intention de confirmer le jugement. ». La prison halloise ne servit qu’à les rassembler avant d’être à nouveau transférés  à Heilbronn où ils furent exécutés le 21 août 1944 au champ de tir de la caserne de Heilbronn,. Les restes mortels ont été transférés à la Nécropole nationale de Strasbourg-Cronenbourg.
Parmi ces résistants français, il y avait les personnes qui ont été arrêtées et condamnées à mort :
- En mars 1944 : Ferdinand Dellagnello[56]
- En juin 1944 : Philippe Lefèvre[57], Lucien Poulard[58], Marc Bernard[58], Yves le Bastard de Villeneuve[58], Jacques Bonnetain[59], Pierre Lemaître[59], Marius Trümel[60], Jean Le Bail[60], Lucien Siegrist[60]. La demande de grâce par le führer Adolf Hitler a été  refusée en juin 1944[60]. Le transfert de la prison de Schwäbisch Hall pour Heilbronn qui a été  annoncé le 18 août 1944 à tous les condamnés à mort s’est fait dans la nuit du 20 au 21 août[60].

D’autres prisonniers ordinaires furent transférés à Schwäbisch Hall vers la fin de la guerre pour travailler dans les usines d’armement délocalisées dans le secteur cette ville.
La prison halloise fut réquisitionnée par les troupes d’occupation américaine à partir du 17 avril 1945 pour incarcérer les sympathisants du régime nazi et les criminels de guerre, accessoirement aussi des prisonniers de guerre et des personnes déplacées ou des travailleurs forcés qui se seraient rendus coupables de quelque chose.
Certains auteurs comme le Britannique Giles MacDonogh (en) regrettent les exactions des troupes américaines d’occupation dans l’enceinte de la prison de Schwäbisch Hall, notamment en ce qui concerne les méthodes d’interrogatoire usant de la torture. Les tortionnaires n’étaient pas tous américains, il semblerait qu’il y ait eu parmi eux des gardes polonais remplis de haine vis-à-vis des Allemands. Des dignitaires religieux catholiques ont également fait état de brutalité de la part des Américains dans la prison de Schwäbisch Hall. Le contexte d’après-guerre explique probablement cette tension.
Redevenue prison allemande en 1948, elle est à nouveau un établissement pénitentiaire pour jeunes délinquants de tout le land de Bade-Wurtemberg à partir de 1952 jusqu’en 1996 où elle redevient un établissement exclusivement pour les adultes.
En 1998, l’établissement au centre-ville ne parvenait plus à gérer le nombre croissant de détenus et à offrir des programmes de réinsertion et de formation efficaces. C’est pourquoi il fut intégralement transféré dans le quartier à l’extérieur de la ville, Stadtheide, malgré quelques péripéties financières qui ont retardé la construction de la nouvelle prison. Le bâtiment originel de la prison au centre fut conservé et déclaré monument historique afin d’être intégré au nouveau quartier Kocher.

## Communauté juive et synagogue de Steinbach

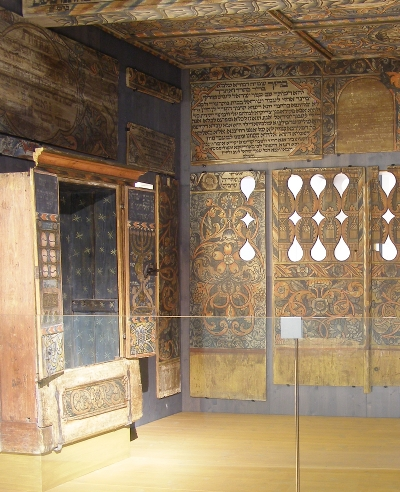
Synagogue décorée par Eliezer Sussmann, Hällisch-fränkisches Museum Schwäbisch Hall.

La population juive comptait 263 âmes en 1880 pour 9222 habitants, 115 pour 11239 habitants en 1933. Environ 40 personnes de la communauté juive halloise ont été victimes de la Shoah dans les camps d'extermination nazis. Comme partout ailleurs, la synagogue de Steinbach et les maisons des juifs furent pillées, dévastées ou brûlées lors de la nuit de Cristal le 9 novembre 1938.
La première mention de la communauté juive remonte à 1241-42. C’est une petite communauté. Mais elle fut victime d’un pogrom en 1349. Dans les siècles qui suivent, seuls quelques juifs individuels sont présents à Schwäbisch Hall, probablement des marchands occasionnels. Une communauté durable se réinstalle dans la cité au XIXe siècle jusqu’en 1939.
Le quartier juif au XIIIe siècle se trouvait au sud des murailles de la ville, depuis la rue en contrebas du mur jusqu’ la porte menant à l’île du Unterwöhrd à l’ouest, jusqu’à la place des salines Haal et vers le nord vers la Haalstraße. Au XIVe siècle, il y avait une yeshivah qui servait de synagogue adossée au mur d’enceinte dans la Haalstraße comme l’indique un acte du 1356. Il est possible que le mikvé s’y trouvait également. Plus tard on y trouve un abattoir rituel pour la shehita dont les fondations font apparaître des vestiges de l’ancienne muraille médiévale. Le shohet était à la fois cantor et instituteur.
Les juifs de Schwäbisch Hall dépendaient du rabbinat de Braunsbach et ils enterraient leurs défunts au cimetière de Steinbach.
Au XIXe siècle, la petite communauté juive de Schwäbisch Hall suivait les offices religieux à Steinbach dont la synagogue a été peinte par Eliezer Sussmann en 1738. Elle a été déplacée et remontée au Musée historique de la Schwäbisch Hall, le Hällisch-fränkisches Museum.
Pour avoir une salle de prière sur place au centre-ville, ils achetèrent la maison Obere Herrngasse no 8 en 1892, laquelle hébergeait également une salle de classe et un appartement pour le rabbin. Le 22 septembre 1893, ils inaugurent une salle de prière pour les offices ordinaires pendant que les services religieux des grandes fêtes calendaires continuent d’être assurés à Steinbach. La salle de prière au centre-ville fut détruite en 1938 pendant les pillages de la Nuit de Cristal. Les survivants de la communauté juive furent provisoirement logés dans les camps pour personnes déplacées autour de Schwäbisch Hall , puis ils émigrèrent pour la plupart vers Israël. Les juifs présents à Schwäbisch Hall aujourd’hui depuis les années 1990 proviennent des pays de la Communauté des États indépendants. Ils se sont réapproprié l’ancien bâtiment de l’abattoir pour refaire un espace consacré aux offices religieux.
Les défunts de la communauté juive de Schwäbisch Hall furent d'abord enterrés dans la circonscription d'Ansbach (Bavière), puis à partir de 1747 aussi à Braunsbach. La communauté dispose de son propre cimetière à partir de 1809.
Le cimetière fut totalement détruit pendant la période national-socialiste. Une partie des stèles purent être redressée. Des plaques commémoratives rappellent le destin des victimes du camp de travail Hessental et celles de la période de persécution à Schwäbisch Hall.
Sur un total d'environ 270 stèles, seules 112 sont conservées. Le cimetière fut profané en novembre 1992: six stèles ont été renversées et deux tombes ont  été souillées par des croix gammées,.
Les nazis transportèrent des pierres et stèles de ce cimetière pour construire l'école des sculpteurs à la Comburg ou pour la construction d'un abri pour le personnel de la pépinière municipale ou encore pour un tunnel menant à un bunker antiaérien. Les stèles utilisées pour ces constructions, sans trop savoir leur nombre exact, n'ont jamais plus été retrouvées car les Américains ont fait dynamiter le bunker antiaérien.

## Pèlerinages locaux et le pèlerinage d'enfants hallois au Mont-Saint-Michel

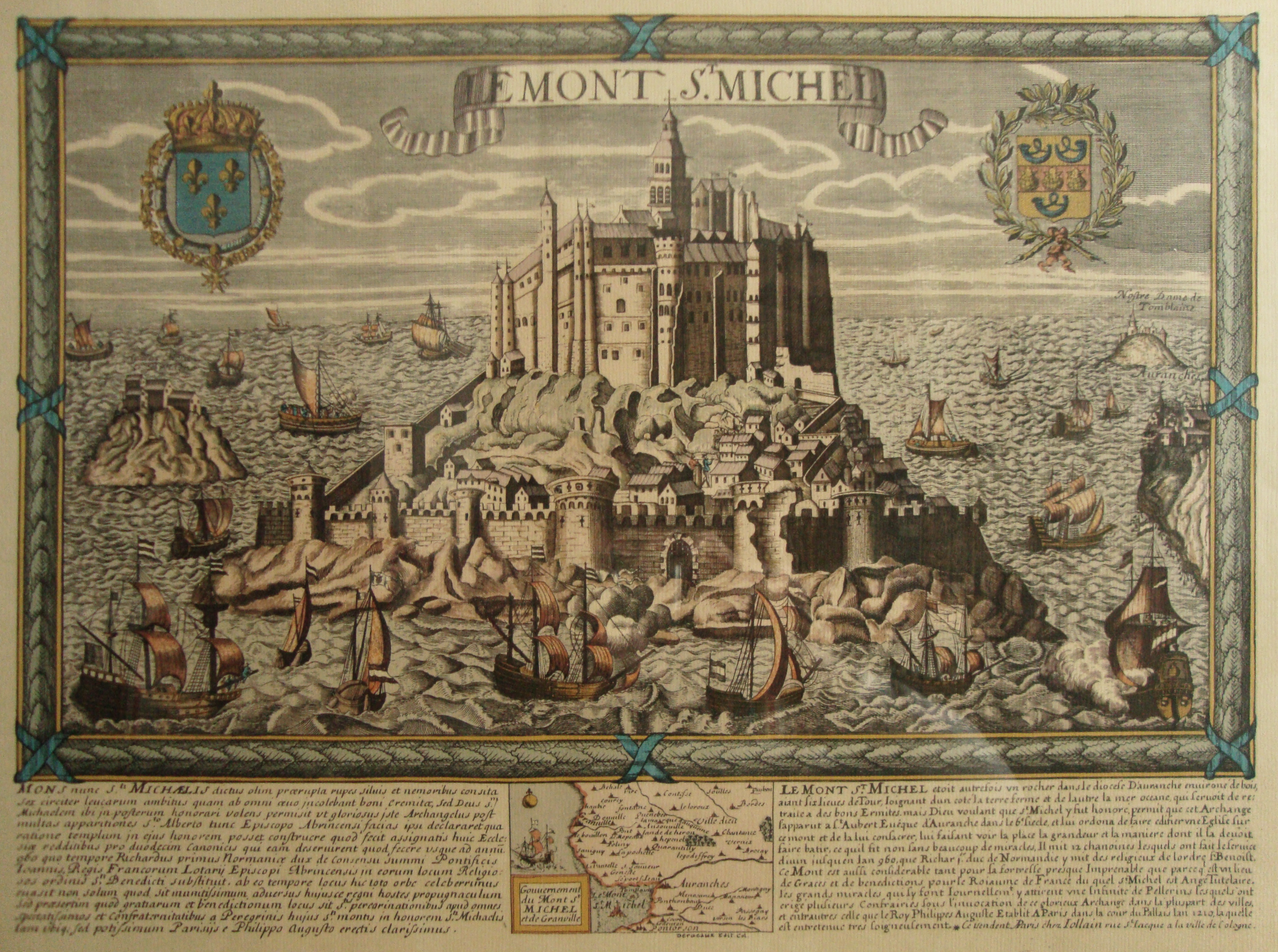
Le Mont-Saint-Michel, gravure du XVIIIe.

Dans le cadre d'une ferveur religieuse généralisée en Europe occidentale à la fin du Moyen Âge, Schwäbisch Hall est également touchée par le mouvement des pèlerinages proches ou plus lointains au XVe siècle, donc avant que la cité ne passe au protestantisme sous l'égide de Johan Brentius. Le terrain y était favorable car la ville elle-même était déjà un lieu de pèlerinage à vocation régionale à partir de l'édification de l'église Saint-Michel consacrée en 1217. Lors de la consécration, le prince-évêque de Wurtzbourg fit déposer dans l'autel de la nouvelle église de nombreuses reliques, entre autres de « la croix du Christ, d'un vêtement de Marie, de Jean le Baptiste, des apôtres Pierre et Barthélemy, de l'évangéliste Luc et du premier martyr Étienne». C'est entre autres pour ce pèlerinage dédié à saint Michel, et notamment pour accueillir les pèlerins, que le nouvel hôpital hallois fut créé en 1228. Le chemin de Saint-Jacques-de-Compostelle passe également par Schwäbisch Hall en provenance de Rothenbourg vers Backnang, Thann et Beaune. L'attractivité de la ville comme lieu de dévotion s'agrandit au XIIIe siècle avec l'autorisation accordée en 1257 par le pape Alexandre IV aux Franciscains établis en face de l'église Saint-Michel de délivrer une indulgence à tous les pèlerins qui viendront faire leurs dévotions dans l'église conventuelle Saint-Jacques les jours de la saint Jacques, de la saint François, de la saint Antoine et de sainte Claire,. La configuration actuelle de la place du marché de Schwäbisch Hall ne permet plus de se rendre compte qu'elle a été pendant des siècles encadrée par deux églises de pèlerinage qui se faisaient face à quelques mètres de distance. De ce fait, l'atmosphère générale pour un pèlerin du Moyen Âge qui arrivait au centre de Schwäbisch Hall était par la force des choses plus empreinte de religiosité qu'après la construction des bâtiments civils baroques comme celui de l'hôtel de ville actuel.
En 1458, par exemple, plusieurs centaines d'enfants de Schwäbisch Hall partirent en pèlerinage au Mont-Saint-Michel. Ils sont encadrés par le maître d'école dont tous les frais sont pris en charge par le Conseil de la ville.
En effet, le culte et les pèlerinages à  saint Michel sont très répandus en Europe occidentale, depuis l'époque carolingienne grâce aux chemins de saint Michel (ou chemins montois) à travers toute l'Europe. La caractéristique du pèlerinage vers l'îlot normand est qu'il toucha aussi les enfants. Les pèlerinages d'enfants au Mont-Saint-Michel ont été étudiés par Dominique Julia qui a montré que leur caractère religieux a régressé  au fil des siècles pour devenir au XVIIIe siècle un rite de passage de l'enfance à l'adolescence.
Au XIVe siècle, dans une première phase, les enfants venaient au Mont-Saint-Michel surtout des régions limitrophes (Normandie, Bretagne, Maine) et poursuivaient un itinéraire mystique et salvateur dans une période d'instabilité à tous les niveaux. De nombreuses légendes entourées de miracles, narrées par différents chroniqueurs remontent à cette première phase qui sera grandement freinée par la guerre de Cent Ans.
La deuxième grande phase du pèlerinage se caractérise au XVe siècle par les origines différentes des pèlerins : ils venaient essentiellement des pays germanophones du Saint-Empire et de la Suisse. On estime qu'environ 4000 enfants suisses sont venus au Mont pendant le pèlerinage de 1458. Schwäbisch Hall sera touché par ce phénomène peu banal.
Les pèlerins, jeunes et moins jeunes, qui venaient au sanctuaire normand au XVe siècle, recherchaient moins le contact direct avec l'archange sur son rocher, comme au siècle précédent, que pour demander l'intercession et la protection du saint contre les Ottomans qui menaçaient la chrétienté aux portes de Vienne. Les discours millénaristes de prêcheurs et illuminés plus ou moins crédibles semaient la panique à une époque où la Réforme avait déjà bien ébranlé l'autorité de l'église institutionnelle.
Les « enfants de Michel », comme on les appelait à Bâle, généralement des garçons, partaient sur les routes avec leurs bannières déployées, identifiables de loin grâce à leurs chants caractéristiques. Contrairement à Schwäbisch Hall, pour la plupart des groupes de pèlerins mineurs décrits dans les chroniques de l'époque, il n'est pas fait mention d'un ou plusieurs adultes qui seraient chargés d'encadrer les enfants. Au contraire, les chroniques racontent de nombreuses anecdotes où les pères qui retenaient leur fils par la force tombaient morts raides sur la route ou devant chez eux. Les enfants s'auto-recrutent par leurs propres récits, créent un phénomène boule de neige qui se nourrit des rumeurs, des prétendus miracles, mais aussi de l'émulation qu'engendre un peloton de garçons motivés voire incontrôlables. Un groupe de pèlerins, une bande comme on disait aussi, semble apporter aux garçons quelque chose de grisant, d'inédit au-delà du danger que représentait tous les pèlerinages médiévaux à ce moment-là.
D'Alsace, de Suisse, du Bade, du Brabant wallon, de Rhénanie, de Franconie, ou encore de Liège, les enfants racontent une fois arrivés aux moines de l'abbaye montoise qu'ils ont entendu une voix céleste leur dire : « va au Mont-Saint-Michel !»
Pour survivre, ils mendiaient dans les villes où ils passaient et comme tous les pèlerins, ils dormaient dans les prieurés, les couvents, les hôpitaux etc. Un porte-bannière marchait devant. Parfois, les bandes se croisaient et fusionnaient ; c'est le cas d'une bande de Schwäbisch Hall en 1455. Sont arrivés au Mont-Saint-Michel des centaines d'enfants pèlerins mineurs originaires de Schwäbisch Hall, Ratisbonne, Kreuznach et de villes alsaciennes. On imagine aisément aujourd'hui l'effet que pouvait produire le passage de centaines d'enfants non accompagnés et rassemblés en une colonne interminable de pèlerins priant, chantant et exhortant les villageois à  l'expiation.
Les études consacrées aux pèlerinages d'enfants et de pastoreaux convergent pour dire que ce mouvement de ferveur michaélique porté par des mineurs s'est produit essentiellement entre 1456 et 1458. Toujours est-il qu'à Schwäbisch Hall le départ des enfants pèlerins ne s'est pas fait sans conflit parental non plus. Les parents étaient opposés au pèlerinage. Les mêmes récits sur des cas de décès de grave maladie soit pour l'enfant, soit pour le parent réfractaire, sont attestés à Schwäbisch Hall. Le magistrat ne pouvant empêcher la bande de partir, finança non seulement l'accompagnateur, mais fournit également un âne pour porter les quelques effets personnels. Cela confirmerait la relative aisance de la ville impériale libre à la fin du Moyen Âge.

## Monuments et lieux touristiques

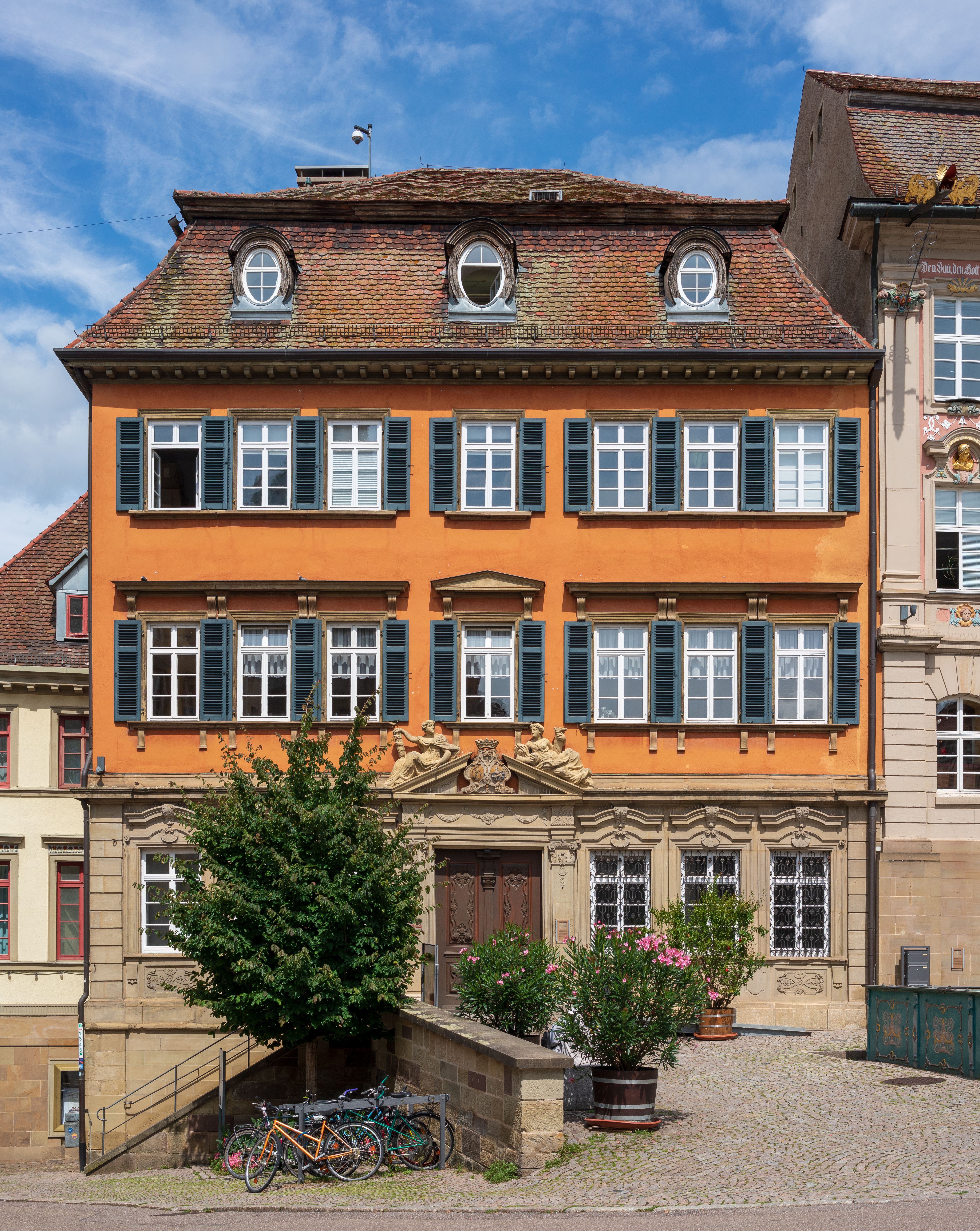
Maison de maître Am Markt 9 à Schwäbisch Hall. Photo aout 2019.

Ne présentant aucun intérêt stratégique, la ville n'a pas été massivement bombardée durant la Seconde Guerre mondiale et a conservé la plupart de ses monuments et maisons anciennes arrivées intactes jusqu'à 1945. Cela signifie qu'il faut excepter la ville basse détruite en 1728 jusqu'à la façade occidentale de la place du marché, les cours intérieures et les maisons-tours du début du Moyen Âge étudiées après les travaux de Krüger dans les années 1980 à l'occasion du 850e jubilé de la ville impériale en 2006, les bâtiments de la saline et notamment les gigantesques bâtiments de graduation et le grenier à sel démolis au début du XXe. Le muret enchâssant le puits salé sur la place Haal est un vestige de la saline halloise.
L'hôtel de ville baroque fut très endommagé en 1945. Tout l'intérieur du bâtiment a été détruit. Il fait partie des bâtiments qui ont pris feu à cause des bombes incendiaires américaines larguées sur la ville le 16 avril 1945. Les prisonniers du camp de concentration de Hessental « étaient également placés dans des entreprises privées des environs, chez des artisans et des fermiers. La ville de Schwäbisch Hall les utilisa aussi pour la construction de bunkers et pour évacuer les décombres après les bombardements aériens ».
Un autre bâtiment historique détruit par les bombes incendiaires de 1945 fut le moulin de la ville, Hirschlesmühle, en bordure de Kocher.
| Type d'architecture : | Maison-tour                                                                          | Maison à colombages                                                                                                  | Maison de maître                                                                    | Porte de ville | Tour de muraille                                                                | Ouvrage d'art |
| --------------------- | ------------------------------------------------------------------------------------ | --- | ----------------------------------------------------------------------------------- | --- | ------------------------------------------------------------------------------- | --- |
| Siècle / période :    | Art roman - staufien                                                                 | Art gothique - Renaissance                                                                                           | Renaissance - Art baroque                                                           | Moyen Âge - Renaissance | Moyen Âge - Renaissance                                                         | XIIIe au XIXe siècle |
| Quelques exemples :   | Sulmeister-Turm Turm des Schultheißen Turm des Münzenmeisters Keckenturm Siedersturm | Mauergasse 12 Gelbinger Gasse 9, 47 Pfarrgasse 12 Lange Gasse 10 Bahnhofsstraße 7 Heimbacherstraße 23 Klostergasse 5 | Am Markt 4, 5, 7, 8, 9 ,10 Haalstraße 5 Marktstraße 3, 4 Klostergasse 7 Schuppach 1 | Sulfertor Limpurger Tor Langenfelder Tor Stätt-Tor Weilertor Riedener Tor Gelbinger Tor Eichtor Brückentor Neutor Klötzles-Tor | Klingenturm Malefizturm Säumarkt-Turm Folterturm Diebsturm Josenturm Pulverturm | Büchsenhaus ou Neubau Henkersbrücke Steinerner Steg Aqueduc Teuchelsbrücke Pont couvert Sulfersteg Pont couvert Roter Steg Pont couvert Rippergbrücke |
| Exemple 1:            |                                                                                      | |                                                                                     | |                                                                                 | |
| Exemple 2 :           |                                                                                      | |                                                                                     | |                                                                                 | |

### Les lieux touristiques les plus importants
- Place du marché
- Église Saint Michael (1140/1427-1527), précédée d'un fameux escalier de 54 marches (1507) ; elle est aujourd'hui consacrée au culte protestant.
- Abbaye de Comburg : Abbaye sur une colline devant les portes de la ville (depuis 1100)
- Neubau (théâtre, 1540)
- Église Sainte Katharina
- Église Sainte Maria suburbaine (nommée « Urbanskirche »)
- Hospital zum Heiligen Geist (Institut Goethe)
- Fortifications et tourelles
- plusieurs châteaux des comtes de Hohenlohe près de la ville
- Haller Globe Theater[87] : réplique moderne du théâtre du Globe shakespearien à Londres qui propose des représentations théâtrales et autres manifestations culturelles.

L'église Saint-Michel
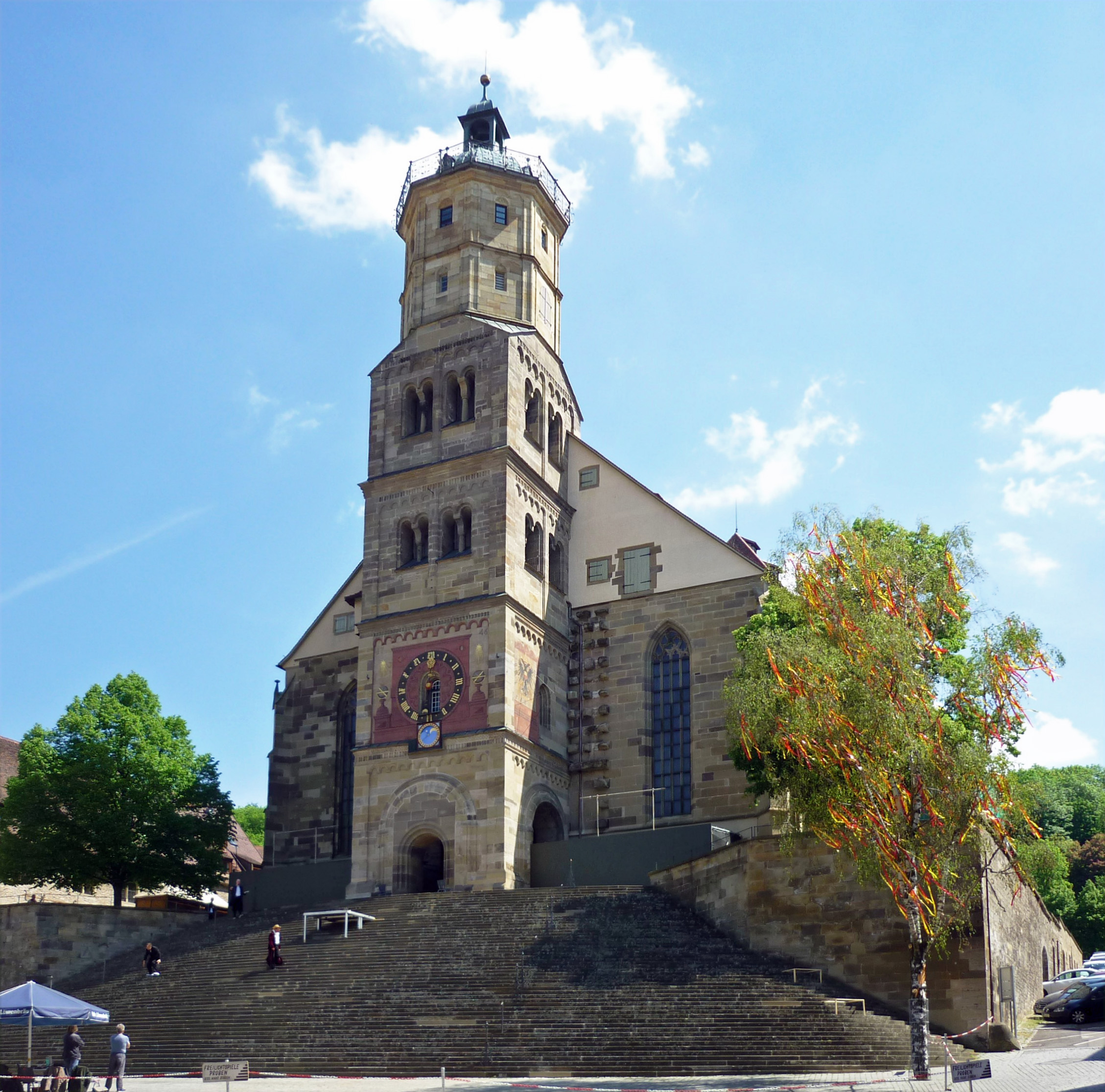
Église Saint-Michel
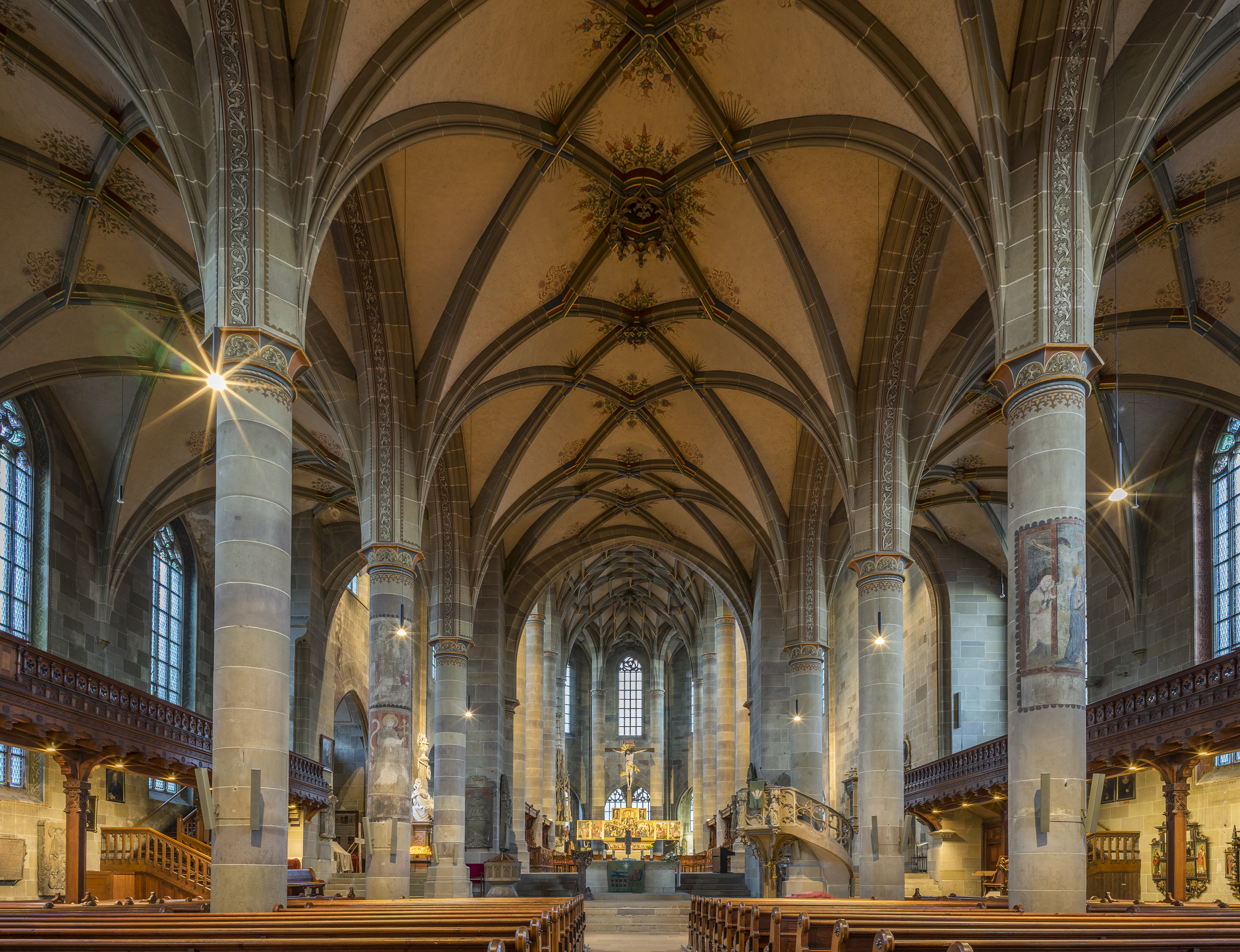
Nef de l'église Saint-Michel
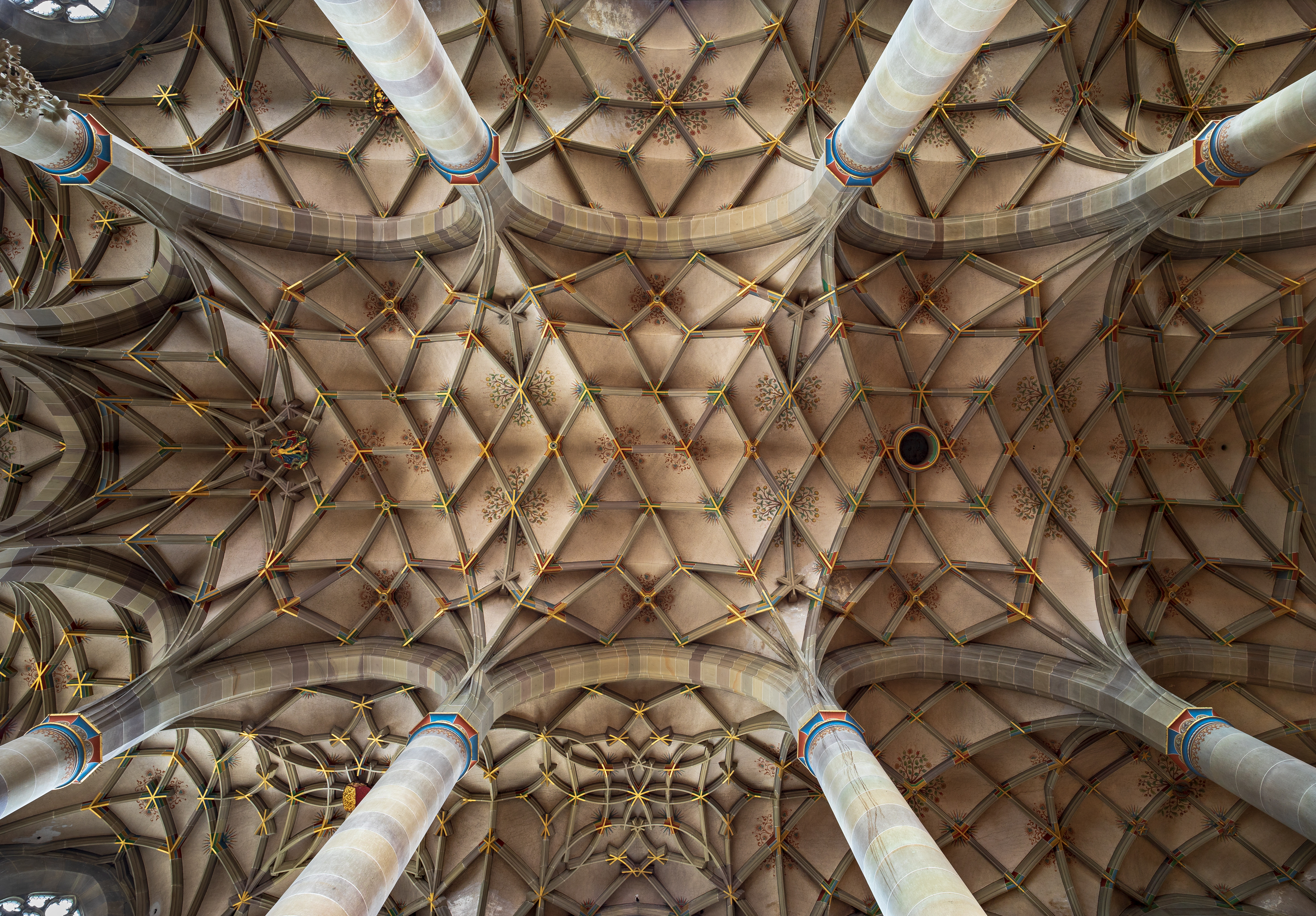
Vue de la voûte de l'église.

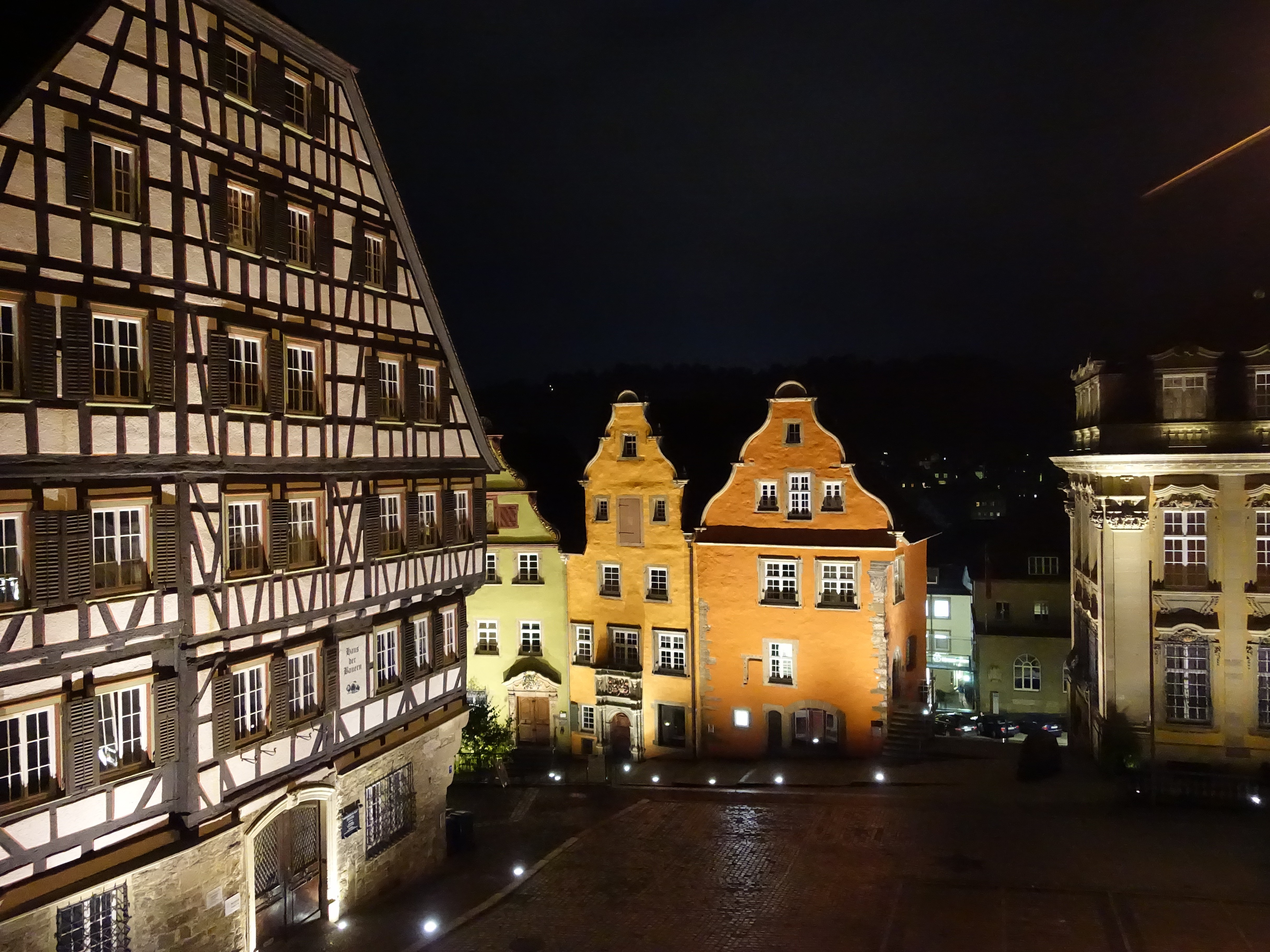
Place du marché de nuit
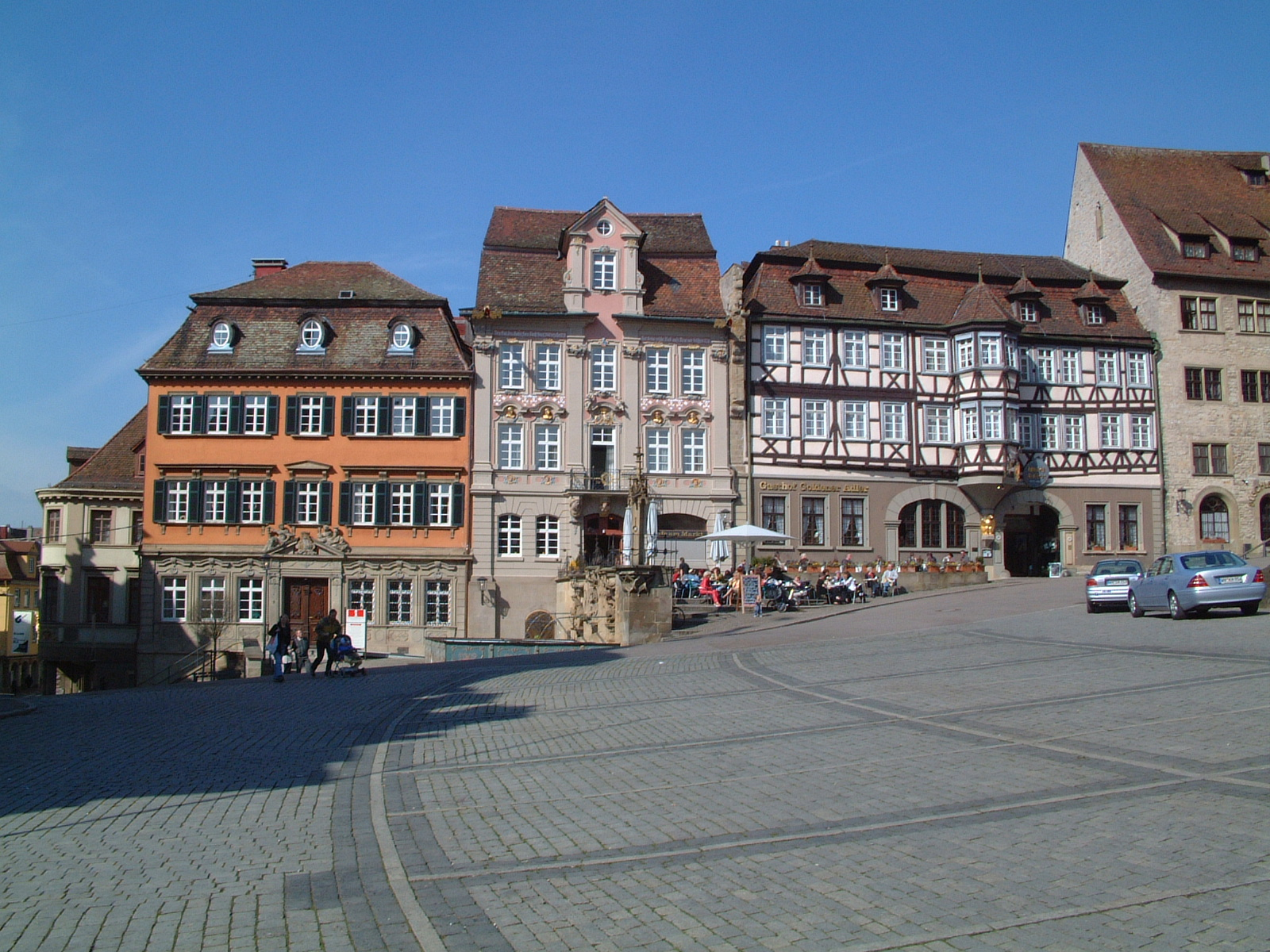
Place du marché, office du tourisme à gauche
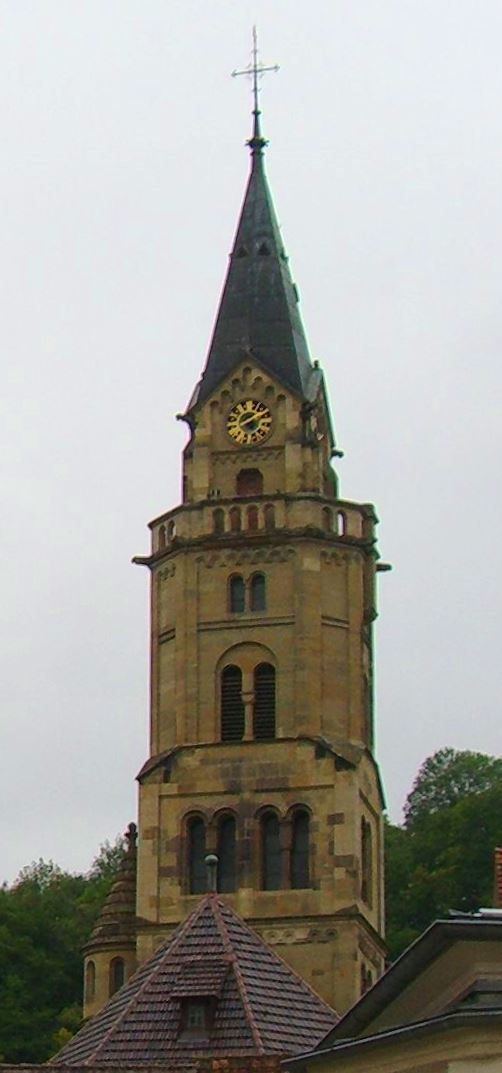
Église Sainte-Catherine
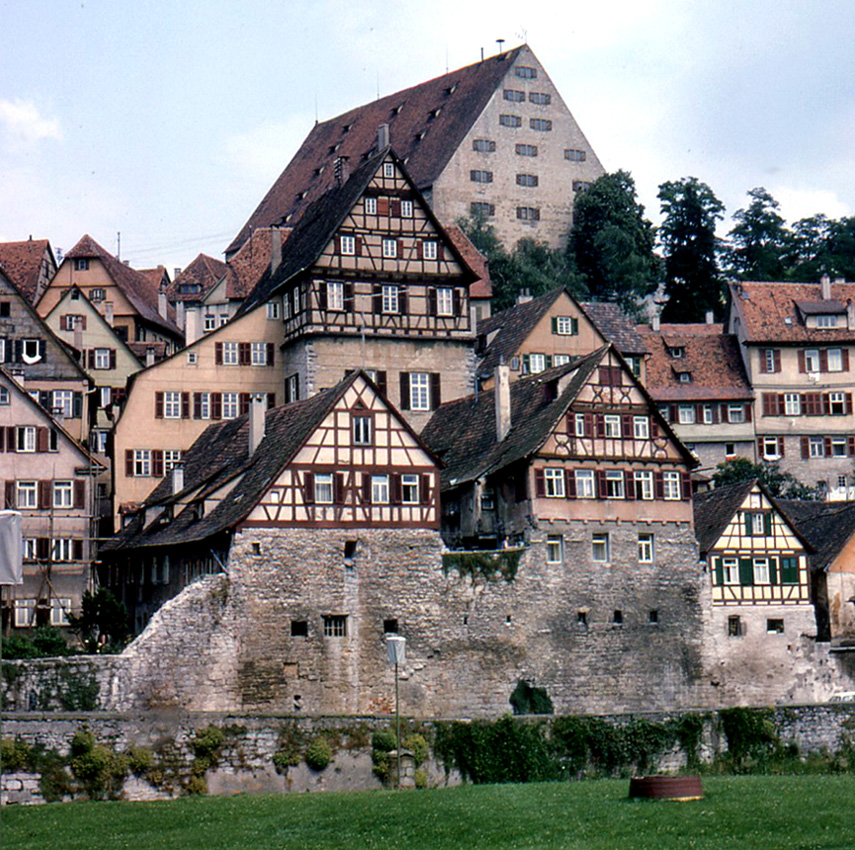
Ancien grenier, muraille
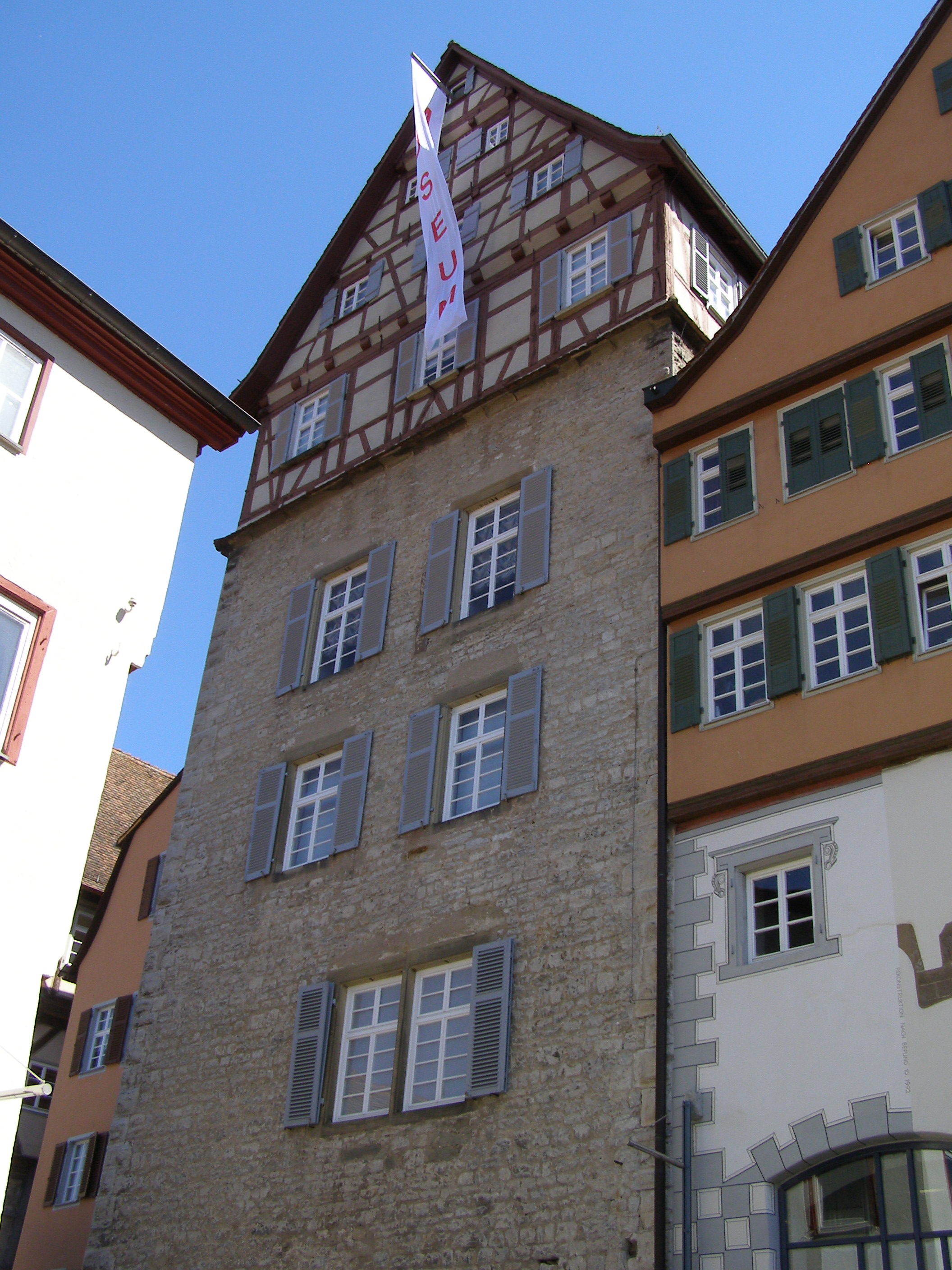
Hällisch-Fränkisches Museum, Keckenturm
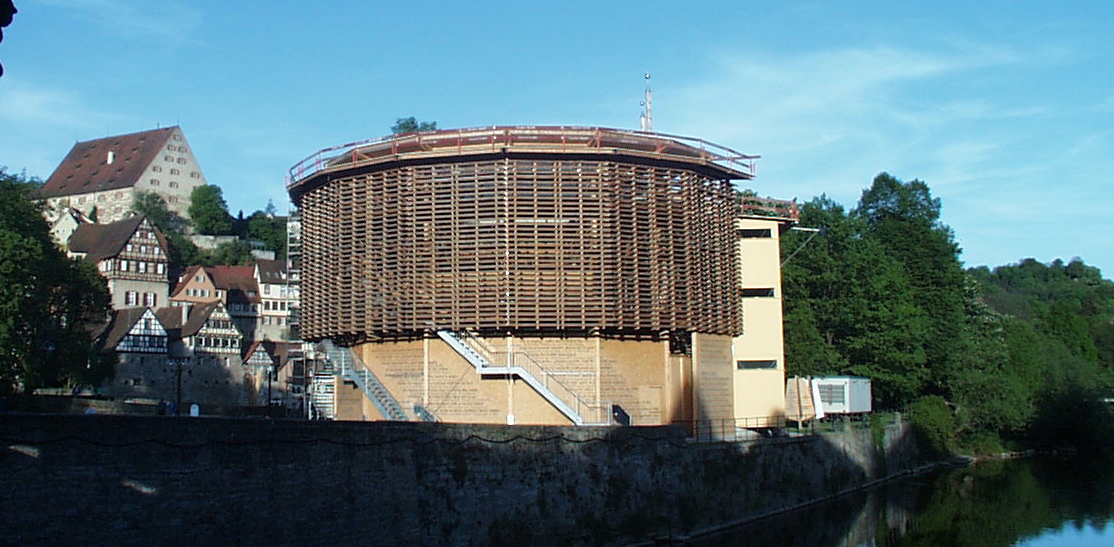
Globe-Theater
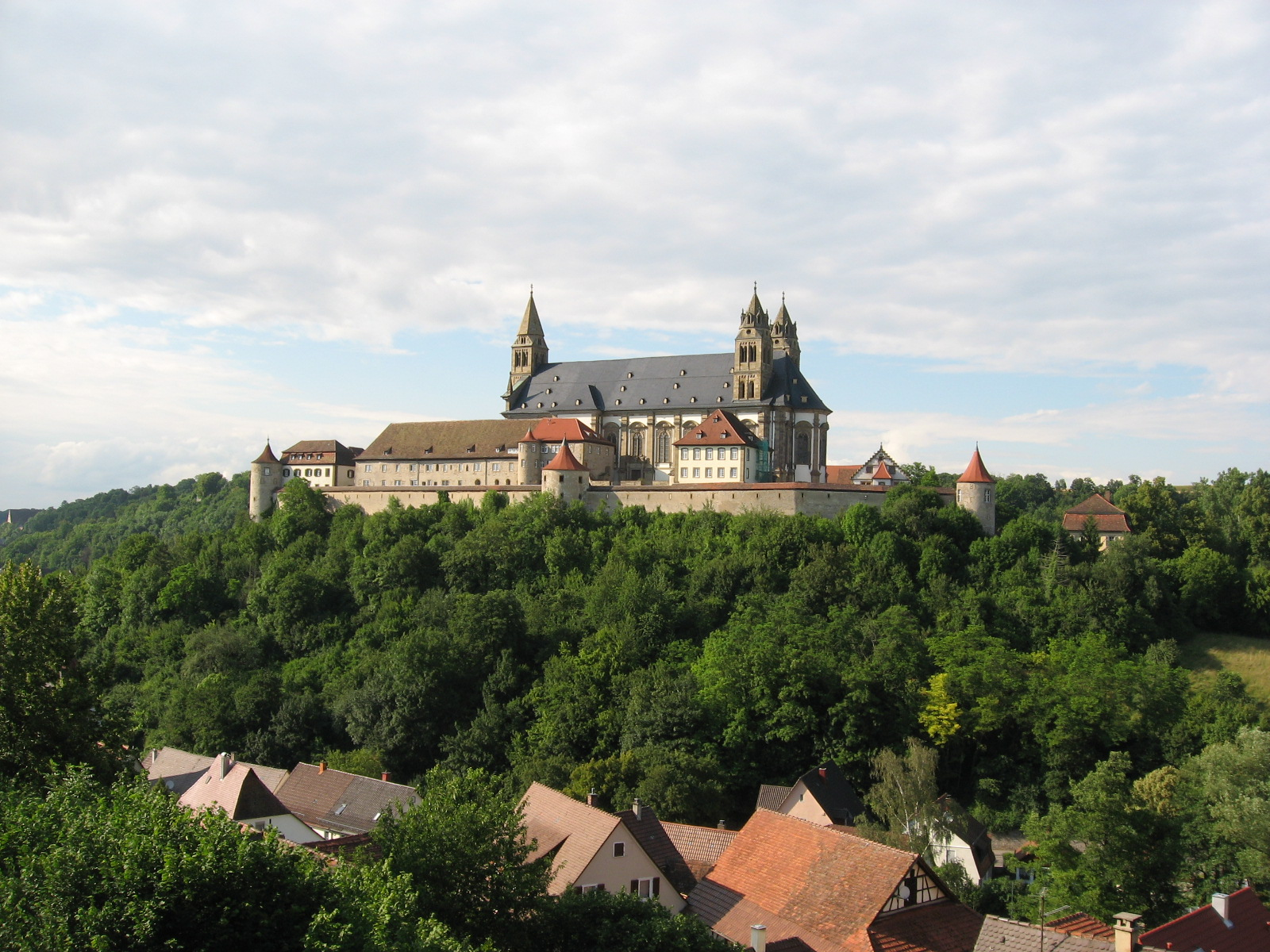
Abbaye de Comburg

### Musées

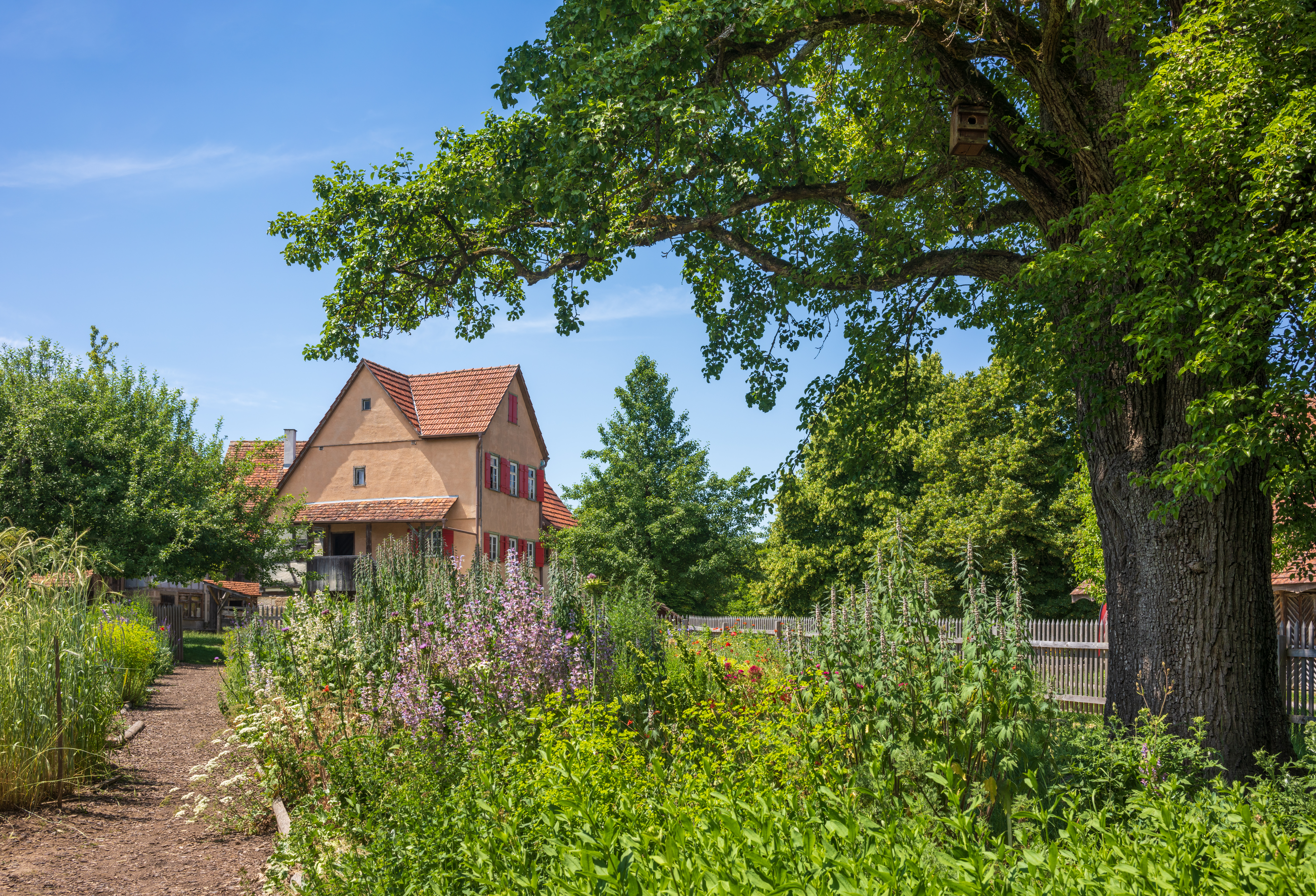
Hohenloher Freilandmuseum Wackershofen à Schwäbish Hall. Juin 2022.

- Hällisch-Fränkisches Museum : Musée régional d'art et d'histoire.
- Kunsthalle Würth : Musée d’art moderne[87], donation du milliardaire Reinhold Würth.
- Johanniterhalle[87] : Annexe de la Kunsthalle Würth hébergée dans la chapelle rénovée de l'ancien couvent des Hospitaliers de l'ordre de Saint-Jean de Jérusalem, consacrée aux œuvres du Moyen Âge et de la Renaissance.
- Hohenloher Freilandmuseum à Schwäbisch Hall-Wackershofen : musée de plein air présentant plus de 60 bâtiments historiques.
- Schwäbisch Haller Feuerwehrmuseum : Musée de pompiers.
- Städtische Galerie am Markt (art contemporain).
- Haus Lange Straße 49 (exposition permanente sur l'histoire d'une maison habitée par des petits artisans dès 1470).

## Personnalités

### Au sein de l'église protestante

#### Le réformateur radical Melchior Hoffmann

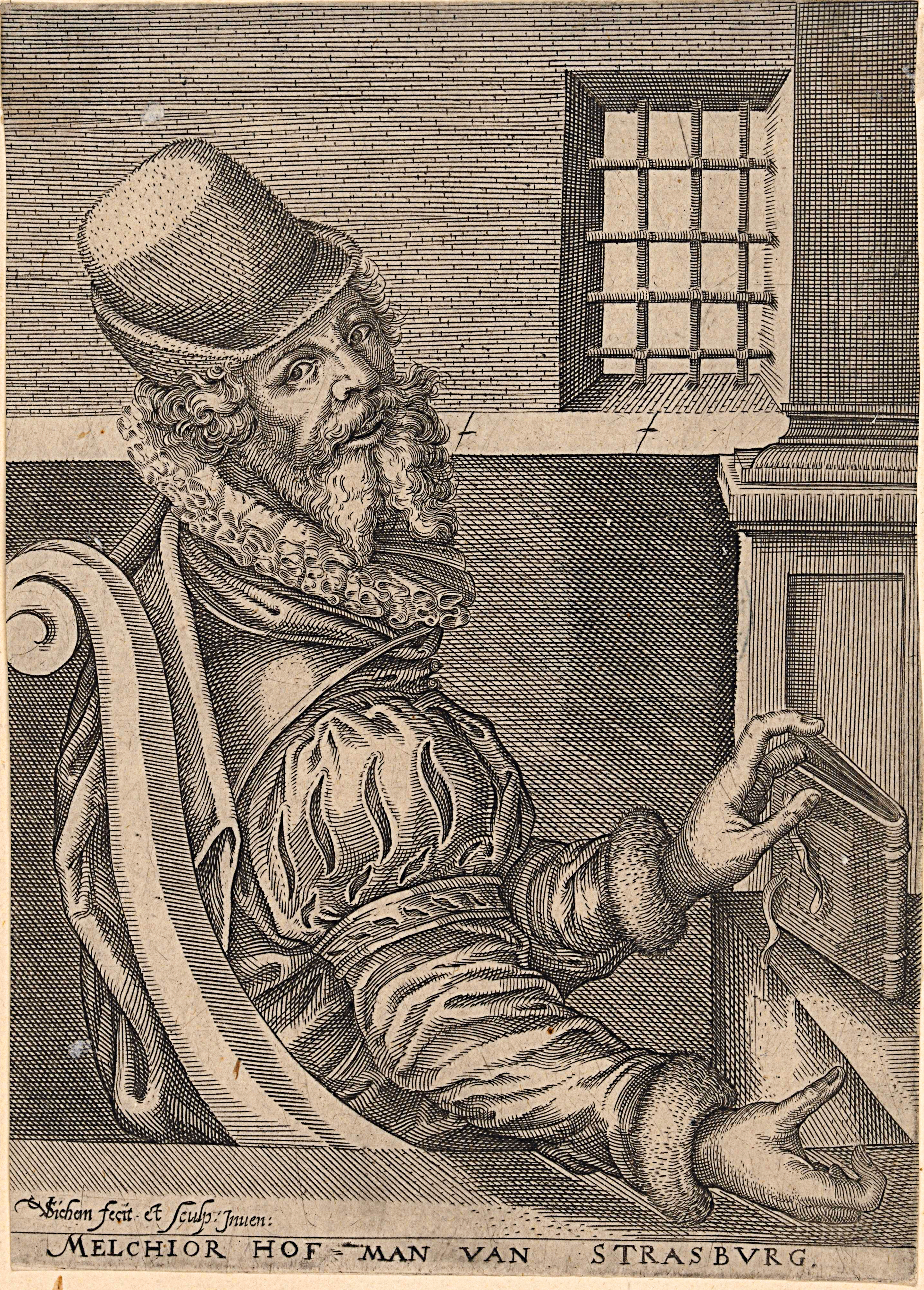
Melchior Hoffmann.

Natif de Schwäbisch Hall et décédé à Strasbourg, probablement en prison à la suite de sa dernière arrestation, Melchior Hoffmann a joué un rôle important dans les thèses relatives à la justification et à l'interprétation de l'Apocalypse dans les milieux réformateurs protestants du XVIe siècle au sein desquels il est rangé parmi les plus excessifs et les plus mystiques. À l'origine du courant des melchiorites, Hoffmann parcourt l'Europe pour propager ses idées et baptiser des centaines de personnes, essentiellement des adultes car il est très proche des idées anabaptistes. Il œuvra en Livonie, en Frise et trouva refuge dans la ville libre d'Empire la plus tolérante de l'Europe occidentale pour toutes les obédiences protestantes à cette époque, Strasbourg. Malgré cela, il y fut plusieurs emprisonné car on craignait sa mauvaise influence dans une cité majoritairement luthérienne ou réformée qui était moins réceptive à ses annonces eschatologiques qu'à Munster par exemple.. Il y prêcha plusieurs fois la venue imminente du Christ, notamment en 1533.

#### Le réformateur de Schwäbisch Hall Johan Brenz
Brenz n'est pas né à Schwäbisch Hall, mais la ville lui a offert l'asile et les conditions favorables au développement de ses thèses réformatrices. À l’instar d’autres théologiens ou intellectuels comme Martin Bucer, Beatus Rhenanus, Wolfgang Capiton ou Ulrich von Hutten, Johan Brentius ou Johan Brenz adhéra aux thèses de Luther et fit partie de son entourage direct en étant très influent sur certains aspects de la foi luthérienne comme le concept de la Cène ou sur la volonté de rechercher un compromis ou de refuser la violence excessive à l’égard des non-adeptes de la Réforme, notamment pendant la meurtrière guerre des Paysans. Il passe pour être le réformateur de la Souabe et de la Franconie. C’est lui qui organise l’Église luthérienne dans le duché de Wurtemberg, co-écrit l'ordonnance ecclésiastique de 1536 et réorganise l’université de Tubingen ; l’essentiel de son œuvre fut la grande ordonnance de 1559 pour le Wurtemberg.
De 1522 à 1533, Brenz œuvra à l’introduction de la Réforme luthérienne à  Schwäbisch-Hall. La cité lui doit l'ordonnance ecclésiastique halloise rédigée par un collectif en 1526 ; elle reconnaît au magistrat, donc le gouvernement autonome d’une ville libre d'Empire, le droit épiscopal : il surveille la paroisse comme le ferait un évêque dans l’église catholique. La communauté des croyants s’organise de manière autonome et veille elle-même à la discipline interne. Hostile à l'Intérim d’Augsbourg, il fut contraint de quitter Schwäbisch Hall pour éviter d'être arrêté par les troupes espagnoles.
Avec la grande ordonnance de 1559, Brenz mit en œuvre la transformation d’établissements religieux catholiques en écoles secondaires. Ce fut le cas à Schwäbisch Hall où les bâtiments de vie du couvent des Franciscains présents dans la ville depuis le XIIIe siècle furent confisqués pour créer une école dite latine (« Lateinschule »). L’église abbatiale Saint-Jacques (Jakobskirche), plus grande que l’église Saint-Michel à l’époque, a aujourd’hui disparu. À la place, il y a l’hôtel de ville baroque construit sur les fondations romanes de l'église Saint-Jacques (Jakobskirche), telles qu’elles ont été dégagées au moment de la reconstruction de la mairie après la Seconde Guerre mondiale.
Brenz est resté un adversaire acharné des calvinistes et des zwingliens. Il se distingue de Luther par son attachement au dogme de l'ubiquisme et de la communicatio idiomatum.

#### Les ancêtres du pasteur Dietrich Bonhoeffer

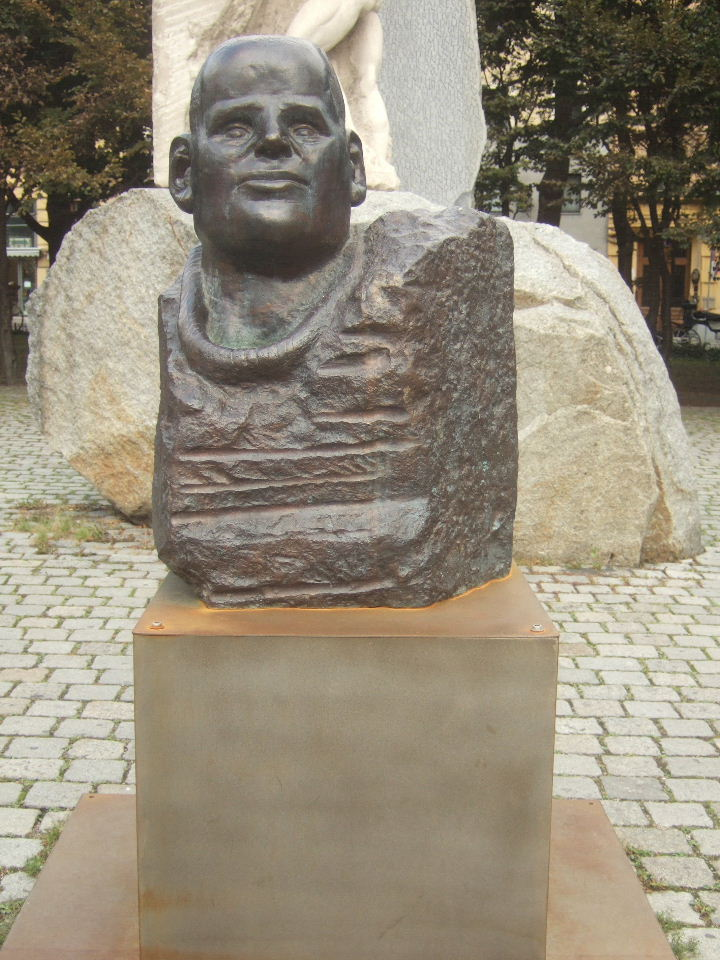
Buste en bronze de Bonhoeffer par Alfred Hrdlicka à Schwäbisch Hall.

Klaus Bonhöffer et ses frères Johann Philipp et Joseph, fils de Klaus Bonhöffer, dit le vieux, reçoivent du baron Philipp Baumgärtner en 1590 leur lettre de noblesse les autorisant à porter des armoiries. Johann Philipp est membre du Conseil intérieur de la ville.
Les trois frères sont orfèvres. Les trois descendants suivants de Klaus Bonhöffer qui furent Nikolaus, Hans 1582-1634) et Hans (1617-1686) exercèrent également ce métier. Cela fait deux siècles d’orfèvrerie dans la famille.
Johann Philipp, anobli par lettres, aurait vraisemblablement été chargé de restaurer la coupe en argent doré de 58 cm de hauteur réalisé par l’orfèvre nurembergeois Christoph Ritter pour servir à la cérémonie de couronnement du roi des Romains, Maximilien II de Habsbourg, en 1562. Cette coupe a été confiée au Landesmuseum Württemberg comme prêt permanent et elle ne peut être vendue à l’étranger vu son statut de patrimoine artistique national : c’est la dernière coupe en métal précieux conservée à ce jour qui a servi à un couronnement royal.
À partir de Johann Christoph (1662-1718) qui fut secrétaire de mairie, il n’y a plus de transmission d’un artisanat particulier, mais les Bonhöffer restent au service de la cité ou de la paroisse dans le service public. Son fils Johann Friedrich (1696-1750) fut archidiacre à Hall, puis pasteur à Maienfels. Son petit-fils Dr Johann Heinrich (°1730) fut médecin de Hall (Stadtmedicus). Son arrière-petit-fils Dr Johann Friedrich (1754-1808) fut médecin (Physikus) chargé des annexes halloises de Rosengarten et de l’abbaye de Comburg. L’arrière-grand-père de Dietrich Bonhoeffer fut Franz Sophonias et il fut le dernier de la famille à naître en 1797 et à vivre à Schwäbisch Hall. Donc l’ascendance de Dietrich Bonhoeffer remonte au XVIIIe siècle.
Son grand-père, Friedrich Bonhoeffer (1828-1907) et son père Karl sont encore nés dans le Wurtemberg, mais c’est Karl (1868-1948) qui, de par ses fonctions, se rendra dans les parties orientales de l’empire allemand. Son mariage avec Paula von Hase née à Königsberg en Prusse orientale, aujourd’hui enclave appartenant à la Russie, parachève ce déplacement vers l’est puisque Dietrich est lui-même né à Breslau,deuxième plus grande ville de l’empire allemand avant la Seconde Guerre mondiale, située en Silésie aujourd’hui en Pologne comme chef-lieu de voïvodie de Basse-Silésie.
Dietrich Bonhoeffer (1906-1945) fut un théologien protestant de premier rang, membre de l'Église confessante, qui s’opposa au national-socialisme. Il fut arrêté en 1943 à cause de ses contacts avec les milieux de la résistance. Il fut pendu au camp de concentration de Flossenbürg peu de temps avant la fin de la guerre.
L’action et l’œuvre de Bonhoeffer ne sont aucunement liées à Schwäbisch Hall, mais la ville lui rend un hommage d’abord pour son combat contre la dictature en créant « la place Bonhoeffer » dans le nouveau « quartier Kocher » sur laquelle a été placée « le monument à la mémoire de Bonhoeffer » qui est le buste réalisé par Alfred Hrdlicka. Ensuite, la ville se sent doublement concernée car les Bonhoeffer ont été pendant des siècles des bourgeois de la cité.

#### Un politique démocrate-chrétien Alfred Leikam
Alfred Leikam (*1er septembre 1915 à Korb (Bade-Wurtemberg) ; † 8 février 1992 à Schwäbisch Hall) fut notaire, maire et homme politique. Il fut également très engagé au sein de l’église protestante. Interné pour opposition au régime nazi au camp de concentration de Buchenwald, l’état d’Israël l’a nommé  à titre posthume Juste parmi les nations le 28 avril 2002. En 1979, Alfred Leikam fut décoré de la croix du mérite fédéral, (Bundesverdienstkreuz). La ville de Schwäbisch Hall nomma une rue et une centrale thermique en son nom (Alfred-Leikam-Straße et 'Alfred-Leikam-Blockheizkraftwerk).
Après la Seconde Guerre mondiale, il devint maire de Korb et président d’une cour de justice pour la dénazification. À partir de 1948, il travailla comme clerc de notaire à Esslingen, puis comme notaire à Waiblingen et à Schwäbisch Hall où il demeura jusqu’à mort.
Il fut également membre du synode régional bade-wurtembergeois de l’église d’état luthérienne, mais aussi du conseil de direction du parti populaire germano-allemand (GVP) qui luttait pour une Allemagne unie neutre et rassemblait de nombreux chrétiens luthériens. Après la dissolution de ce parti, il anetra dans la SPD dont iul devint le président de la circonscription de Schwäbisch Hall et membre du conseil cantonal.
Les festivités données à l’occasion de sa nomination de Juste parmi les nations eurent d’abortd lieu à l’ambassade d’Allemagne en Israël. Yoel Lion, directeur du service de la communication, remit la médaille aux dix membres de sa famille présents. Les invités d’honneur furent ceux qui déposèrent la demande auprès de Yad Vashem : Feliks Grzeskowiak et Fritz Laukenmann. Leikam sauva Max Nebig  à Buchenwald en prétextant le diagnostic d‘une tuberculose .Il réclama une mise en quarantaine qui lui permit d’échapper au transfert au camp de Mauthausen. Par la suite, Leikam lui attribua un numéro de matricule d’un prisonnier déjà décédé

### Économie, société, sciences

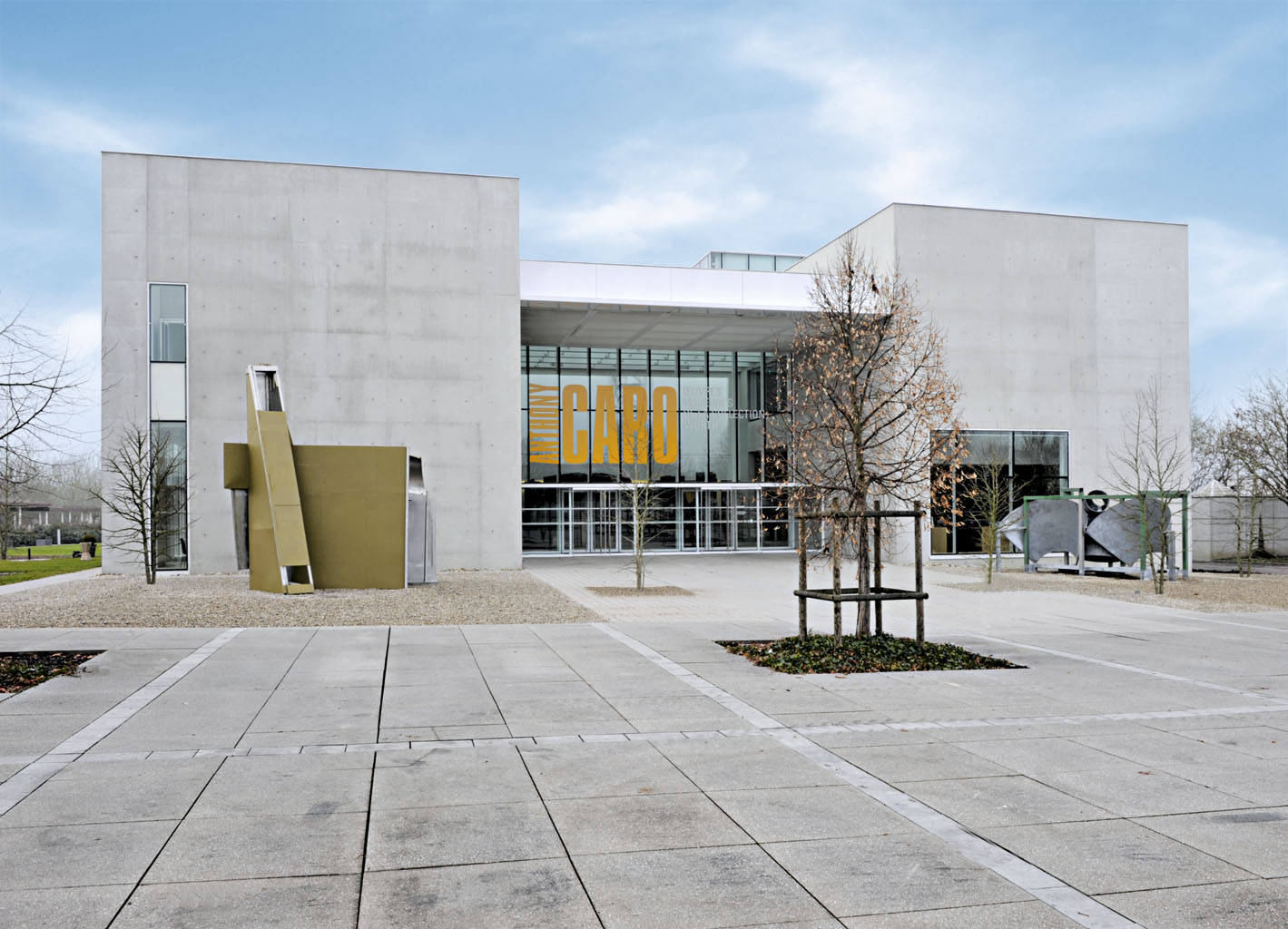
Musée Würth France Erstein à Erstein.

- Reinhold Würth est un Wurtembergeois de la région Hohenlohe de culture franconienne, voisine de Schwäbisch Hall. C’est là qu’il commença sa carrière de petits artisan-commerçant[N 21].Le nom de Würth est aujourd’hui intimement associé à la ville de Schwäbisch Hall car c’est l’un des sites qu’il a choisis pour ouvrir l’un de ses nombreux musées, celui-ci étant consacré essentiellement  à l'art moderne et porte le nom de « Würth Kunsthalle »[97],[N 22]. Le premier fut créé dans la ville voisine de  Künzelsau, le « Museum für Schrauben und Gewinde » (Musée des vis et pas de vis). En France, il fonde le Musée Würth, à Erstein en Alsace.
- Tobias Weis est né en 1985 à Schwäbisch Hall. Ce footballeur joue dans la Bundesliga et évolue actuellement comme milieu de terrain dans l'équipe de VfL Bochum. Il a joué dans les clubs de Stuttgart, Hoffenheim, Francfort.
- Johann Ulrich Steigleder est né dans la ville libre d'Empire de Hall à la fin du XVIe siècle. Il fut un compositeur et organiste du baroque allemand. Après avoir été organiste de l'église Saint-Michel de sa ville natale, il œuvra à Stuttgart et sur les rives du lac de Constance. Il meurt de la peste pendant la guerre de Trente Ans.
- Joachim Rücker est un diplomate qui a été représentant spécial du secrétaire général des Nations unies au Kosovo et ambassadeur de l'Allemagne en Suède. Depuis 2015, il est président du  Conseil des droits de l'homme des Nations unies.
- Otto Ruff est un chimiste qui est devenu célèbre pour ses travaux sur le fluor. Formé à Berlin aux côtés du Prix Nobel de chimie, Wilhelm Ostwald, il a enseigné, a dirigé un département de chimie et devient le doyen de la faculté de chimie de l'université de Danzig, puis il part à l'université de Breslau qui est encore dans l'empire allemand à cette époque. Il meurt en 1939 à Breslau, aujourd'hui Wrocław.
- Jonas Koch, né le 25 juin 1993 à Schwäbisch Hall, est un coureur cycliste, membre de l'Équipe cycliste Verva ActiveJet. Jeune espoir, il remporte une étape au Tour de l'Avenir 2015.

### Écrivains
- L'écrivain Hartmut Abendschein est né à Schwäbisch Hall en 1969.
- L'écrivain Stefan Beuse y est né en 1969.

## Activités économiques

### Les principaux secteurs économiques de la ville

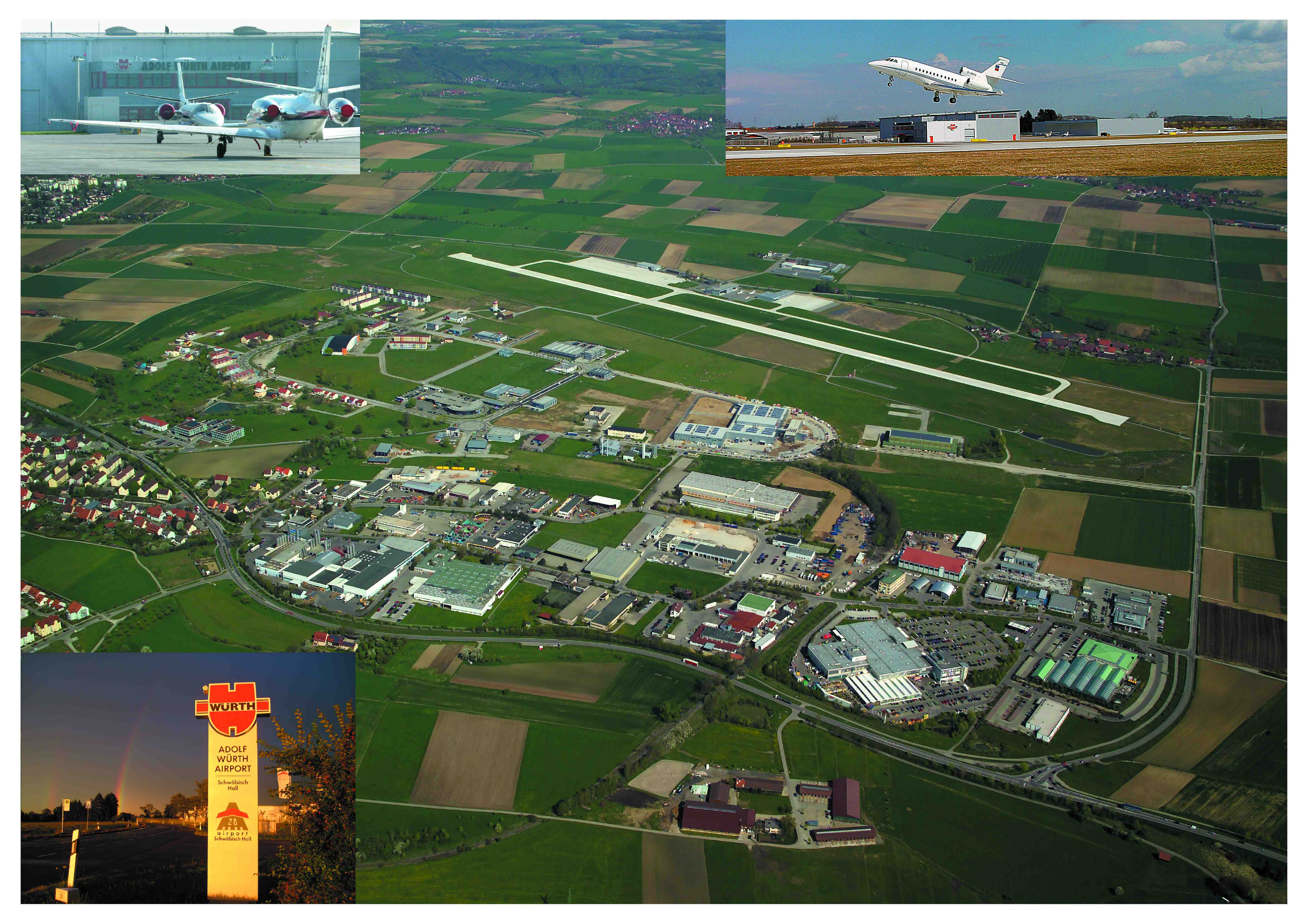
Z.A. Schwäbisch-Hall-Hessental et Aéroport régional Adolf Würth.

Logo de la régie municipale de Schwäbisch Hall.

Malgré sa localisation en zone rurale juste traversée par l’autoroute A6 (Karlsruhe – Nuremberg – Prague), les habitants de Schwäbisch Hall profitent d’un tissu industriel et d’une expansion économique plutôt stable sur la durée. La population locale a les moyens de rester sur place car ce sont davantage les personnes des autres régions qui viennent dans le secteur de Schwäbisch Hall pour trouver des emplois qualifiés. La WFG (Wirtschaftsförderungsgesellschaft) a été créée pour faire la promotion de l’arrondissement de Schwäbisch Hall au-delà de la ville dans le but de favoriser l’implantation des entreprises dans ce secteur un peu à l’écart des grands centres.
Sept secteurs dominent les activités économiques de la ville:
- L’épargne-logement;
- Les machines-outils;
- La haute technologie;
- Les PME dans les secteurs spécialisés et l'artisanat;
- Le commerce et le tourisme;
- La gestion des ressources humaines et la formation continue;
- La régie municipale d’électricité.

La première société à nommer est la Caisse d’épargne-logement Schwäbisch Hall qui porte et exporte le nom de la ville, objectivement plutôt provinciale à l’échelle de l’Allemagne, par la publicité, un slogan accrocheur et une mascotte nationalement connue. C’est effectivement par cette société que de nombreux Allemands connaissent le nom Schwäbisch Hall sans pour autant qu’ils sachent dire où la ville se situe dans le pays ou qu’ils puissent dire que c’est une ville. Le secteur bancaire est représenté par la banque de crédit-investissement BSK SHA, la Südwestbank et la S.A. SHA Kreditservice spécialisée dans le crédit et l’épargne pour entreprises.
Dans le secteur secondaire, l’autre branche qui crée de nombreux emplois dans la région est celui du packaging ; de très nombreuses entreprises de tailles différentes se sont rassemblées pour recréer la « Vallée du packaging en Allemagne » (Packaging Valley Germany). Ce secteur emploie environ 7000 salariés et exporte 80 % de sa production dans le monde. Certaines marques, même des sociétés de petite taille, sont leader sur le marché du packaging ou des machines spécialisée dans l’emballage pour des produits spécifiques.
Dans le domaine des ressources humaines, il est surtout question de formation, de formation continue, du management du personnel, parfois combiné avec la gestion de parc immobilier et le logement des salariés dans le secteur hallois,
Les nouvelles technologies emploient au sein de petites et moyennes entreprises des ouvriers spécialisés dans l’industrie chimique, pétrochimique, des composants électriques et pneumatiques, les mesures physiques, l’automatisation, la numérisation d’empreintes digitales ou l’énergie solaire. Plusieurs entreprises sont soutenues dans leur développement par la Schaeff Holding S.A. qui fournit des capitaux aux sociétés qui investissent dans les nouvelles technologies. C’est le cas de FIMA qui fabrique des compresseurs nouvelle génération, AFAG spécialisé dans les composants électriques ou EVISCAN pour les scanners d’empreintes digitales.
Un autre secteur économique bien représenté est basé sur les machines et les équipements spécialisés : Recaro fabrique des sièges d’avion, KLAFS équipe les saunas et les établissements de cure, Profiltex se concentre sur les façades et toits métalliques, la SBM pour la soudure et le montage en tôle.
Moins pourvoyeur d’emploi, le secteur à caractère symbolique pour la ville sur le plan touristique est le tourisme et le bien-être. Les anciennes salines de Schwäbisch Hall continuent de vivre à travers le thermalisme utilisant la source d’eau salée (Solebad) et la branche du bien-être en général.
La régie d’électricité municipale s’est fixé l’objectif d’atteindre 100 % de production d’électricité par les énergies renouvelables d'ici 2030.

### Caisse d'épargne-logement Schwäbisch Hall

#### Historique jusqu’à l’implantation dans les nouveaux locaux

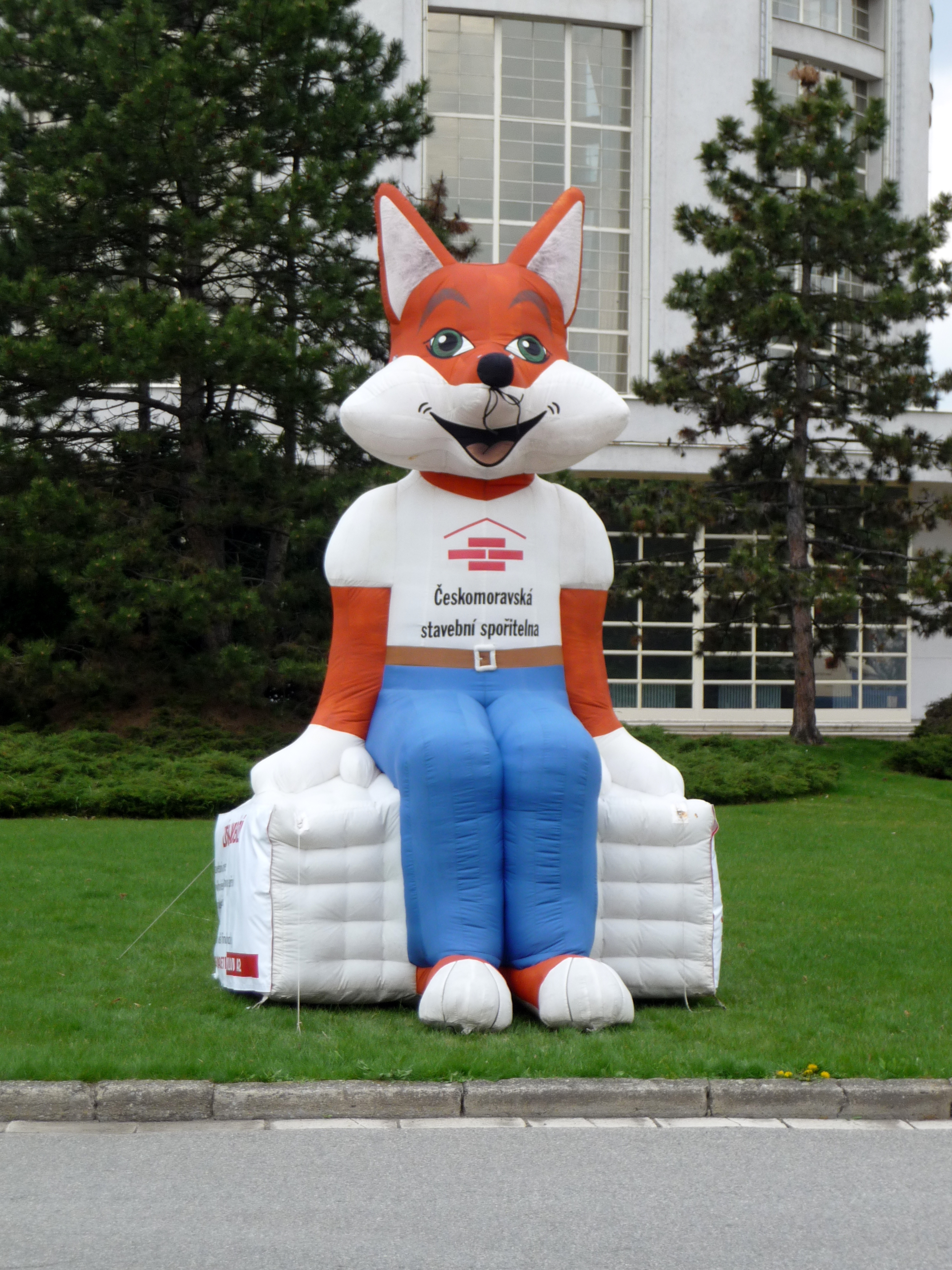
Mascotte de la Caisse d'épargne-logement Schwäbisch Hall, filiale tchèque.

L’entreprise qui a rendu le nom de la ville halloise célèbre est à l’origine de Cologne : des TPE et artisans y créent le 16 mai 1931 le « Deutscher Bausparer S.A. », une caisse d’épargne et de désendettement dont le logo représente un homme avec une truelle à la main droite et un B majuscule fait de briques sur l’épaule gauche. A peine trois ans plus tard, la société se distingue des autres caisses d’épargne par le plan d’épargne dit F qui accorde la seconde hypothèque permettant de réduire considérablement le temps d’attente pour les maîtres d’ouvrage. Par convenance, elle transmet les dossiers de première hypothèque aux instituts bancaires mutualistes avec lesquels elle collabore. En 1934, la société délocalise son siège à Berlin dans les locaux de la Treubau S.A car elle travaille en étroite collaboration avec cette administration fiduciaire spécialisée dans les projets du BTP dans l’Empire allemand. La Treubau S.A. devient le seul actionnaire de la société Deutscher Bausparer qui prend le nouveau nom « Gesellschaft für zweistelligen Grundkredit, Deutscher Bausparer A.G. » L’étroite collaboration qui s’ensuit avec des sociétés de crédit mutuel aboutit à une plus grande participation des banques populaires allemandes ; la S.A. prend en 1941 le nom de « Caisse d’épargne-logement des banques populaires allemandes » ou BdV.
C’est en 1944 que le siège commercial déménage à Schwäbisch Hall à la suite de la destruction du bâtiment de la société Treubau par des bombardements. La ville a été épargnée jusqu’à cette date et à part quelques destructions au centre à cause de bombes incendiaires, elle s’en sortira plutôt indemne de la Seconde Guerre mondiale. Il y avait avant le déménagement aussi des relations avec l’Union Sud des Caisses d’épargne-logement basée à Stuttgart. Les activités de la caisse d’épargne-logement reprennent en 1946 par la force des choses puisque des millions de logement manquent en Allemagne de l’Ouest dévastée par la guerre. La reconstruction commence bien que tout manque, y compris le papier et les locaux. Le slogan de la caisse après la guerre est « Construire facile à faire ».
En 1947, le siège social de l’entreprise est déplacé à Schwäbisch Hall ; le nom de la ville est intégré à la raison sociale. La réforme monétaire de 1948 et l’ambiance générale de reconstruction à l’aube de la nouvelle RFA donnent un nouvel essor au secteur de la construction. En 1950 ; la caisse publie à cet effet un magazine « Habiter heureux » qui reflète la nouvelle mentalité des années 1950 et le boom économique qui s’amorce qu’on nomme en Allemagne « le miracle économique ». La politique fédérale d’incitation à l’accession à la propriété lancée en 1952 avec la prime à la construction-logement complète le nouveau dispositif général : l’état participe à l’épargne-logement en versant directement une prime aux épargnants.
En 1956, la Raiffeisen-Zentralkasse acquiert des parts dans la Caisse d’épargne-logement de Schwäbisch Hall. Pour faire suite à cette extension mêlant banques populaires et banques privées, la raison sociale de la société s’intitule: « Caisse d’Épargne-Logement Schwäbisch Hall S.A. , Caisse d’Épargne-Logement des Banques populaires et Caisses Raiffeisen». Un peu moins de six cents salariés emménagent dans les nouveaux locaux qui sont encore les mêmes aujourd’hui, à la Crailsheimer Straße.

#### Nouveau logo, nouveau slogan, nouvelle mascotte
Dans les années soixante et soixante-dix, les changements s’accélèrent. En 1956, le célèbre logo avec les quatre briques est créé et perdure jusqu’à aujourd’hui sans aucune modification. En 1962, le slogan fait écho au nouveau logo puisqu’il met en avant la confiance que l’épargnant peut placer dans la caisse. Sur la première affiche de 1962, l’index de la main d’un homme pointe sur les quatre briques et le citoyen peut lire : « Sur ces pierres vous pouvez construire » (Auf diesen Steinen können Sie bauen). Il est aujourd’hui connu dans toute l’Allemagne, initialement par l’image et les affiches publicitaires, puis de plus en plus par la radio et la télévision où il sera décliné sous diverses formes. Dans les années 1980, il deviendra à jingle signé par le compositeur Günther Erci Thöner. Cette petite musique avec ou sans texte revient encore aujourd’hui dans les publicités de la société.
La société indique dans ses publications que les quatre briques signifient dans son idée : sécurité, confiance, compétence et fiabilité.
Le nouveau concept basé sur la stabilité engendre le succès escompté car la caisse se développe très vite et devient leader national du secteur de l’épargne-logement qui atteint déjà 6.1 milliards de mark en 1969. Les contrats s’accumulant, la caisse d’épargne abandonne la mécanographie dans les années 1960 au profit du tout nouveau IBM 360.
En 1970, la raison sociale de la firme est « Caisse d’Épargne-Logement Schwäbisch Hall S.A., Caisse d’Épargne des Banques populaires et Banques Raiffeisen ». C’est encore celle de la société halloise actuelle. Dans le langage courant, les gens parlent surtout de la Caisse d’épargne-logement Schwäbisch Hall. Logo et slogan sont maintenus. En 1977, les nouveautés sont le nouveau magazine d’information et de conseil qui prend le nom de « mosaik », et la ligne directe nommée « Heiße Draht » qui correspond aux hotlines d’aujourd’hui pour répondre au plus vite aux questions des épargnants.
En dehors des quatre briques, l’idée que l’épargnant doit être futé comme le renard qui sait profiter de la bonne occasion sera à l’origine de la création de la mascotte de la société qui existe encore aujourd’hui. Slogan, logo et mascotte font partie de ces quelques rares stratégies publicitaires ou promotionnelles que les sociétés concernées ne peuvent quasiment plus changer tellement ils ont entrés dans le langage courant, dans l’imaginaire populaire à l’instar de la crème dans la boîte bleue, la vache rose du chocolat, l’étoile à trois branches de la marque automobile. La caisse d’épargne-logement doit composer avec ce succès des années 1970 et le relooker ou moderniser sans lui enlever sa substance.
La métaphore du renard réputé malin et celle de saisir sa proie dans sa gueule au moment opportun sert à inciter les clients à saisir l’opportunité qu’offre la prime d’incitation à l’épargne-logement dite de 1975 ; le renard est représenté avec des billets dans la gueule, il porte des lunettes et rappelle clairement le citoyen moyen d’âge mûr qui pense à l’avenir . Un néologisme est créé par la société, celui de « renard épargnant-logement » (Bauspar-Fuchs) qui fait écho au cochon tirelire (Bauspar-Schwein). Le caricaturiste français, Jean-Claude Morchoisne, modernise le look du renard en lui donnant un aspect artistique, adaptée à son époque. Le look évoluera dorénavant sans cesse en utilisant les nouvelles technologies du numérique.

#### Extension post-réunification
Dès 1990, la caisse d’épargne-logement Schwäbisch Hall commence ses activités dans l’ex-RDA en créant des filiales dans les 5 nouveaux Länder. Par ailleurs la loi fédérale régissant les activités des caisses d’épargne-logement ayant été revue et étendue en 1991, la caisse d’épargne-logement de Schwäbisch Hall crée un établissement au Luxembourg la même année, puis un plus tard sa première filiale à l’étranger en Slovaquie, la société par actions PSS (Prvá stavebná sporitel’ňa ou Première Caisse d’épargne-logement). En 1993, une société conjointe est fondée en République tchèque, la Českomoravská stavební spořitelna (ČMSS ou Caisse d’épargne-logement de Bohême-Moravie) et en 1997 elle fonde la Fundamenta-Lakáskassza Lakás-takarékpénztár  (FLK) en Hongrie. En 2004, la Caisse d’épargne-logement Schwäbisch Hall fonde une société conjointe en Chine en collaboration avec la China Construction Bank Corporation : cette collaboration germano-chinoise scelle la première société de services financiers internationale de ce genre. La société allemande peut offrir aux clients chinois des contrats dans la monnaie nationale. La même année, la RBL, Raiffeisen Banca pentru Locuinţe, permet à la société halloise de créer la première caisse d’épargne-logement en Roumanie.
Les innovations des années 1990 portent sur le développement du personnel (formation, formation continue, stages) par la création de la filiale SHT (Schwäbisch Hall Training S.a.r.l.), sur le développement de la consultation des citoyens par le biais de la presse comme le magazine Stern en 1997 ou par des concours d’architectes qui tentent de se projeter dans l’avenir en réalisant la maison de rêve de l’Allemand moyen.
L’essor de l’institut de crédit se concrétise par la création de la S.A. VR Kreditwerk (Elle deviendra Schwäbisch Hall Krediservice S.A. en 2012, puis S.a.r.l. en 2015) spécialisée dans le conseil et le processing pour les entreprises interconnectées et les crédits mutuels, mais aussi par une nouvelle sous-société intitulée Schwäbisch Hall Facility Management S.a.r.l. depuis janvier 2002 spécialisée dans le management de bâtiment et le catering.
De nombreuses filiales et sociétés conjointes à l’étranger adoptent la mascotte du renard Schwäbisch Hall qui rencontre un franc succès puisque le renard a cette image d’animal malin dans de nombreuses cultures du monde. Les années 2000 et 2012 renforce par conséquent l’émergence du « Schwäbisch Hall-Groupe » en Allemagne et à l’étranger.

### Tradition brassicole
Aujourd’hui, il ne reste plus qu’une seule entreprise brassicole à Schwäbisch Hall : Löwenbrauerei Hall Fr. Erhard GmbH & Co. KG. Cette PME familiale fondée en 1724 fabrique la Haller Löwenbräu. Si l’on remonte toutefois au XVIIIe siècle, la tradition du brassage privé s’installa durablement dans la ville grâce à l’ordonnance halloise de 1742 (Haller Brauordnung) : elle accorde aux bourgeois de la ville le droit de brasser pour leur propre consommation. Un demi-siècle plus tard, il exista 14 entreprises brassicoles à Hall.
- 1851 : 22 brasseries fonctionnent à Hall, dont 13 servent leur bière dans leur propre débit de boisson ;
- 1890 : 17 brasseries avec débit de boisson au public ;
- 1910 : 10 brasseries ;
- 1935 : 5 brasseries ;
- 2016 : 1 brasserie.

Si l'on prend l'exemple de la ville de Crailsheim  à 30 km de Schwäbisch Hall, les statistiques sur la consommation de la bière révèlent qu'au XVIIIe siècle la bière consommée est presque toujours locale. Néanmoins, les Crailsheimois buvaient également la bière des brasseries de Schwäbisch Hall et des villes dans un rayon de 50 km comme Aalen, Ansbach, Ellwangen ou Dinkelsbühl. Plus loin, de la bière d'Ulm a également été accessible  à Craislheim. Ceci étant, avant d'aller dans les brasseries, les gens brassaient eux-mêmes leur bière. Ils pouvaient également aller chercher de la bière fraîche dans une cruche à la brasserie du coin qui servait au détail.
Ce n'est qu'à la fin du XIXe siècle que les populations rurales burent moins d'eau-de-vie à base de pomme de terre ou de céréale (le Branntwein) au prodit de la bière qui s'est généralisée. Les plus aisés buvaient du vin des régions wurtembergeoises avec les cépages lemberger, trollinger ou le pinot noir. Suivant les régions, le cidre de fabrication locale ou privée était très apprécié.

## Jumelages
La ville de Schwäbisch Hall est jumelée avec :
- Épinal (France) depuis 1964
- Loughborough (Royaume-Uni) depuis 1966
- Lappeenranta (Finlande) depuis 1985
- Neustrelitz (Allemagne) depuis 1988
- Zamość (Pologne) depuis 1989
- Balıkesir (Turquie) depuis 2006